# آونگ

آونگ ساده که تحت تأثیر گرانش و با فرض عدم مقاومت هوا و اصطکاک کار می‌کند؛ در این شکل، نقطهٔ اتکای بی‌اصطکاک (frictionless pivot)، دامنه (amplitude)، زاویهٔ ، میلهٔ (یا نخ) بی‌وزن (massless rod)، مسیر وزنه (bob's trajectory)، نقطهٔ تعادل (equilibrium position)، و وزنه سنگین (massive bob) نشان داده‌شده است.

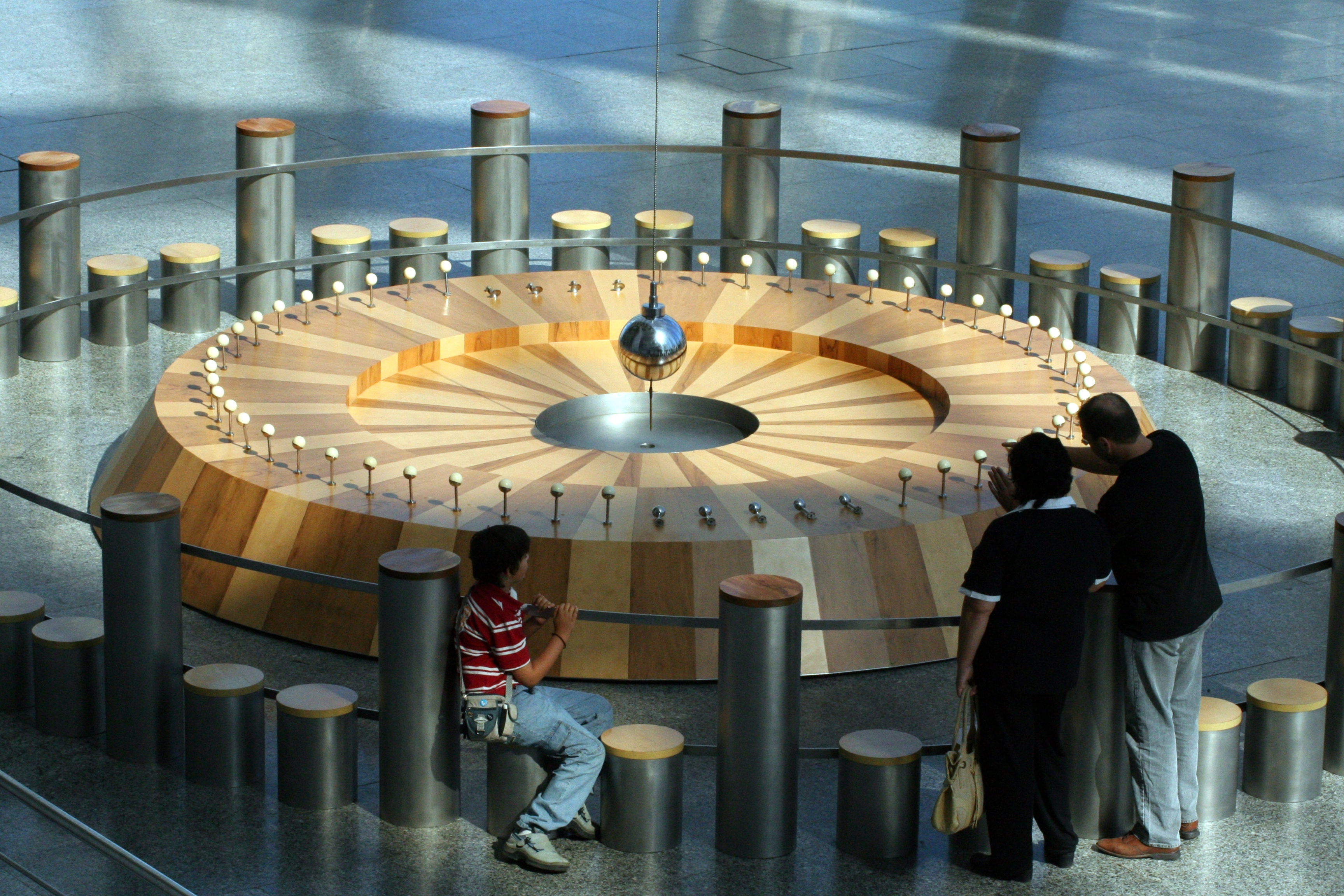
یک آونگ فوکو در اسپانیا

آوَنگ یا پاندول (به فرانسوی: Pendule) یک سامانهٔ ساده فیزیکی است. آونگ وزنه‌ای است که از یک نقطه ثابت آویزان است و تحت تأثیر نیروی گرانش به جلو و عقب نوسان می‌کند.
ابن یونس کشف کرد که آونگ یک حرکت تناوبی منظم انجام می‌دهد که می‌توان از آن برای اندازه‌گیری زمان استفاده کرد. این منجر به اختراع ساعت آونگی توسط کریستیان هویگنس شد. اندازه وزنه در انتهای آونگ تأثیری بر دوره یا زمان آونگ ندارد.
ساعت آونگی که توسط کریستیان هویگنس در سال ۱۶۵۶ اختراع شد، تا دهه ۱۹۳۰ دقیق‌ترین فناوری زمان‌سنجی در جهان بود و به مدت ۲۷۰ سال به عنوان زمان‌سنج استاندارد در خانه‌ها و ادارات استفاده می‌شد. آونگ‌ها در ابزارهایی مانند شاغول و ابزارهای علمی مانند شتاب‌سنج‌ها، مترونوم‌ها و لرزه‌نگارها نیز استفاده می‌شوند و قبلاً در اندازه‌گیری شتاب گرانش در بررسی‌های ژئوفیزیکی و حتی به عنوان استاندارد طول نیز کاربرد داشتند.
اجزای آونگ:
- وزنه (جرم): گویی که به انتهای نخ یا میله متصل است و دارای جرم مشخصی است.
- نخ یا میله: نخ یا میله‌ای سبک و غیرقابل انعطاف که وزنه را به نقطه ثابت متصل می‌کند.
- نقطه ثابت (محور): نقطه‌ای که نخ یا میله از آن آویزان است و آونگ حول آن نوسان می‌کند.

ویژگی‌های مهم آونگ:
- دوره تناوب: مدت زمانی که طول می‌کشد تا آونگ یک نوسان کامل انجام دهد.
- بسامد: تعداد نوسانات آونگ در واحد زمان.
- دامنه: حداکثر زاویه‌ای که آونگ از حالت تعادل خود منحرف می‌شود.
- طول آونگ: فاصله بین نقطه ثابت و مرکز جرم وزنه.

## حرکت آونگ
آونگ یک وزنه است که با یک نخ یا میله آویزان شده و آزادانه تاب می‌خورد. وقتی وزنه را به یک سمت بکشیم و رها کنیم، به خاطر نیروی جاذبه زمین (گرانش) به جلو و عقب حرکت می‌کند و مدام از پایین‌ترین نقطه می‌گذرد. به یک حرکت کامل رفت و برگشت وزنه، یک نوسان می‌گوییم. مدت زمان یک نوسان کامل را «دوره تناوب» می‌نامند که به طول آونگ و کمی هم به میزان جابجایی وزنه بستگی دارد. با اندازه‌گیری دوره تناوب یک آونگ ساده، می‌توانیم شتاب جاذبه را در یک مکان خاص حساب کنیم.
وقتی آونگ را از حالت عادی‌اش خارج کنیم، گرانش باعث می‌شود به سمت پایین حرکت کند و سرعت بگیرد. وقتی به پایین‌ترین نقطه می‌رسد، سرعتش خیلی زیاد است. بعد از رد شدن از پایین‌ترین نقطه، جاذبه باعث می‌شود سرعتش کم شود تا در نهایت در سمت دیگر بایستد و دوباره به سمت پایین برگردد. این حرکت تاب خوردن مدام تکرار می‌شود.
اگر وزنه را خیلی کم جابجا کنیم، حرکت آونگ شبیه حرکت فنر می‌شود. این به این دلیل است که در این حالت، میزان جابجایی تقریباً متناسب با نیرویی است که آونگ را به حالت اول برمی‌گرداند. اما در واقعیت، آونگ‌ها جابجایی خیلی کمی ندارند و برای همین حرکتشان کمی پیچیده‌تر است. دانشمندی به نام هویگنس نشان داد که یک آونگ ایده‌آل به جای دایره، روی یک مسیر منحنی خاص که چرخ‌زاد نامیده می‌شود حرکت می‌کند. همچنین، آونگ‌های واقعی به مرور انرژی از دست می‌دهند و حرکتشان ضعیف‌تر می‌شود.
معادله حرکت آونگ ساده: مدت زمان یک حرکت رفت و برگشت کامل آونگ را دورهٔ تناوب آونگ گویند.
اگر آونگ تحت زاویه {\displaystyle \theta } بسیار کوچکی شروع به تاب خوردن کند به‌طوری‌که بتوان {\displaystyle \sin(\theta )\approx \theta } در نظر گرفت، می‌توان گفت که نوسان آونگ، نوسان ساده هماهنگ، و دوره تناوب {\displaystyle T} آن به صورت زیر است:
{\displaystyle T\approx 2\pi {\sqrt {l/g}}}
که {\displaystyle l} طول نخ و {\displaystyle g} شتاب جاذبهٔ زمین است.
اگر θ کوچک نباشد، رابطه دوره تناوب، یک سری توانی برحسب توان‌های {\displaystyle l/g} خواهد بود.
دورهٔ تناوب آونگ به جرمش بستگی دارد.

## انواع آونگ
- آونگ ساده: آونگی که در آن جرم نخ یا میله ناچیز فرض می‌شود و تمام جرم در وزنه متمرکز است.
- آونگ مرکب: آونگی که در آن جرم نخ یا میله نیز در نظر گرفته می‌شود.
- آونگ فیزیکی: هر جسم صلبی که از یک محور افقی آویزان شده و می‌تواند آزادانه نوسان کند.

همچنین آونگ‌هایی وجود دارند که از نیروی گرانش به عنوان نیروی بازگرداننده استفاده نمی‌کنند. به عنوان مثال، آونگ پیچشی از یک وزنه تشکیل شده است که به یک سیم (نازک) به نام سیم پیچشی متصل است و با پیچش، نیروی پیچشی در سیم ایجاد می‌کند که به عنوان نیروی بازگرداننده عمل می‌کند. آونگ پیچشی حتی در خارج از میدان گرانشی نیز کار می‌کند. مترونوم نوعی آونگ معکوس است - که در آن وزنه در بالای میله قرار دارد - که از یک فنر برای ایجاد نیروی بازگرداننده استفاده می‌کند.

## آونگ ساده گرانشی
آونگ ساده گرانشی یک مدل ریاضی ایده‌آل از یک آونگ است. این نوع آونگ شامل یک وزنه (یا گوی آونگ) در انتهای یک نخ بدون جرم است که از یک محور آویزان شده است، بدون اصطکاک. هنگامی که فشار اولیه به آن داده می‌شود، به جلو و عقب در دامنه ثابت نوسان می‌کند. آونگ‌های واقعی تحت تأثیر اصطکاک و نیروی پسار هستند، بنابراین دامنه نوسانات آن‌ها کاهش می‌یابد.

## دوره نوسان
دوره نوسان آونگ ساده گرانشی به طول آن، شتاب گرانشی محلی و تا حد کمی به حداکثر زاویه که آونگ از حالت عمودی منحرف می‌شود، θ0، که دامنه نامیده می‌شود، بستگی دارد. این به جرم گوی وابسته نیست. اگر دامنه به نوسانات کوچک محدود شود، بسامد T یک آونگ ساده، زمان لازم برای یک چرخه کامل، به صورت زیر است:
| {\displaystyle T\approx 2\pi {\sqrt {\frac {L}{g}}}\qquad \qquad \qquad \theta _{0}\ll 1{\text{ radian}}} | \| \| \| \| \| \| \| \| | (1) |
| |                         |     |
| |                         |     |

که در آن L طول آونگ و g شتاب گرانشی محلی است.
برای نوسانات کوچک، دوره تناوب تقریباً برای نوسانات با اندازه‌های مختلف یکسان است: یعنی «دوره تناوب مستقل از دامنه است». این ویژگی که هم‌زمانی نامیده می‌شود، دلیل بسیار مفید بودن آونگ‌ها برای زمان‌سنجی است. نوسانات متوالی آونگ، حتی اگر دامنه تغییر کند، زمان یکسانی می‌برد.
برای دامنه‌های بزرگتر، دوره به تدریج با دامنه افزایش می‌یابد، بنابراین طولانی‌تر از مقداری است که توسط معادله (۱) داده شده است. به عنوان مثال، در دامنه θ۰ = ۰٫۴ رادیان (۲۳ درجه)، ۱٪ بزرگتر از مقدار داده شده توسط (۱) است. دوره به صورت مجانبی (به بی‌نهایت) افزایش می‌یابد زیرا θ۰ به π رادیان (۱۸۰ درجه) نزدیک می‌شود، زیرا مقدار θ۰ = π یک تعادل مکانیکی برای آونگ است. دوره واقعی یک آونگ ساده گرانشی ایده‌آل را می‌توان در چندین شکل مختلف نوشت (به آونگ (مکانیک) مراجعه کنید)، یک مثال آن سری است:
{\displaystyle T=2\pi {\sqrt {\frac {L}{g}}}\left[\sum _{n=0}^{\infty }\left({\frac {\left(2n\right)!}{2^{2n}\left(n!\right)^{2}}}\right)^{2}\sin ^{2n}\left({\frac {\theta _{0}}{2}}\right)\right]=2\pi {\sqrt {\frac {L}{g}}}\left(1+{\frac {1}{16}}\theta _{0}^{2}+{\frac {11}{3072}}\theta _{0}^{4}+\cdots \right)}
که در آن {\displaystyle \theta _{0}} برحسب رادیان است.
اختلاف بین این دوره واقعی و دوره برای نوسانات کوچک (۱) در بالا، «خطای دایره‌ای» نامیده می‌شود. در مورد یک ساعت پدربزرگ معمولی که آونگ آن نوسان ۶ درجه و بنابراین دامنه ۳ درجه (۰٫۰۵ رادیان) دارد، تفاوت بین دوره واقعی و تقریب زاویه کوچک (۱) حدود ۱۵ ثانیه در روز است.
برای نوسانات کوچک، آونگ به یک نوسانگر هماهنگ نزدیک می‌شود و حرکت آن به عنوان تابعی از زمان، t، تقریباً حرکت هارمونیک ساده است:
{\displaystyle \theta (t)=\theta _{0}\cos \left({\frac {2\pi }{T}}\,t+\varphi \right)}
که در آن {\displaystyle \varphi } یک مقدار ثابت است که به شرط اولیه بستگی دارد.
برای آونگ‌های واقعی، دوره با عواملی مانند شناوری و مقاومت گران‌روی هوا، جرم نخ یا میله، اندازه و شکل گوی و نحوه اتصال آن به نخ و انعطاف‌پذیری و کشش نخ، کمی تغییر می‌کند. در کاربردهای دقیق، ممکن است لازم باشد اصلاحات برای این عوامل در معادله (۱) اعمال شود تا دوره به‌طور دقیق ارائه شود.
یک آونگ میرا و رانده شده یک سامانه نظریه آشوب است.

## آونگ مرکب
هر جسم صلب در حال نوسان که آزادانه حول یک محور افقی ثابت می‌چرخد، «آونگ مرکب» یا «آونگ فیزیکی» نامیده می‌شود. یک آونگ مرکب دارای دوره تناوب مشابه یک آونگ ساده گرانشی به طول {\displaystyle \ell ^{\mathrm {eq} }} است که «طول معادل» یا «شعاع نوسان» نامیده می‌شود و برابر با فاصله از محور تا نقطه‌ای به نام «مرکز نوسان» است. این نقطه در زیر مرکز جرم آونگ قرار دارد، در فاصله‌ای که به توزیع جرم آونگ بستگی دارد. اگر بیشتر جرم در یک گوی نسبتاً کوچک در مقایسه با طول آونگ متمرکز شود، مرکز نوسان نزدیک به مرکز جرم است.
شعاع نوسان یا طول معادل {\displaystyle \ell ^{\mathrm {eq} }} هر آونگ فیزیکی را می‌توان به صورت زیر نشان داد:
{\displaystyle \ell ^{\mathrm {eq} }={\frac {I_{O}}{mr_{\mathrm {CM} }}}}
که در آن {\displaystyle I_{O}} گشتاور لختی آونگ حول نقطه محور {\displaystyle O}، {\displaystyle m} جرم کل آونگ، و {\displaystyle r_{\mathrm {CM} }} فاصله بین نقطه محور و مرکز جرم است.
با جایگزینی این عبارت در (۱) بالا، دوره تناوب T یک آونگ مرکب برای نوسانات به اندازه کافی کوچک، به صورت زیر است:
{\displaystyle T=2\pi {\sqrt {\frac {I_{O}}{mgr_{\mathrm {CM} }}}}}
به عنوان مثال، یک میله صلب یکنواخت به طول {\displaystyle \ell } که حول یک انتها می‌چرخد، دارای گشتاور لَختی {\textstyle I_{O}={\frac {1}{3}}m\ell ^{2}} است. مرکز جرم در مرکز میله قرار دارد، بنابراین {\textstyle r_{\mathrm {CM} }={\frac {1}{2}}\ell }. با جایگزینی این مقادیر در معادله بالا، {\textstyle T=2\pi {\sqrt {\frac {{\frac {2}{3}}\ell }{g}}}} به دست می‌آید. این نشان می‌دهد که یک آونگ میله‌ای صلب، همان دوره تناوب یک آونگ ساده با دو سوم طول خود را دارد.
کریستیان هویگنس در سال ۱۶۷۳ ثابت کرد که نقطه محور و مرکز نوسان قابل تعویض هستند. این بدان معناست که اگر هر آونگی وارونه شود و از یک محور واقع در مرکز نوسان قبلی خود نوسان کند، همان دوره تناوب قبلی را خواهد داشت و مرکز نوسان جدید در نقطه محور قدیمی خواهد بود. در سال ۱۸۱۷، هنری کاتر از این ایده برای تولید نوعی آونگ برگشت‌پذیر، که اکنون به عنوان آونگ کاتر شناخته می‌شود، برای اندازه‌گیری‌های بهبود یافته شتاب ناشی از گرانش استفاده کرد.

## تاریخ

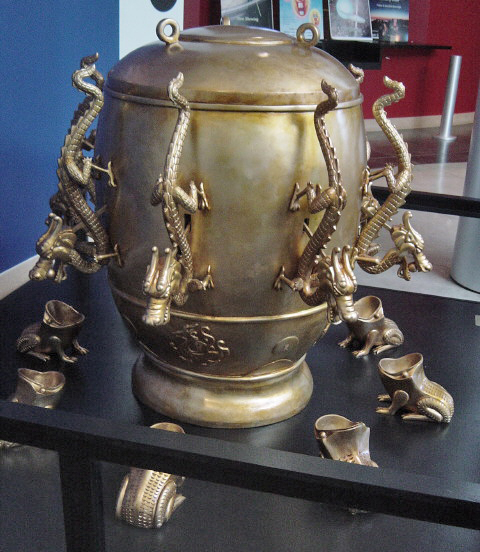
ماکت لرزه‌سنج چانگ هنگ. آونگ داخل آن قرار دارد.

یکی از اولین کاربردهای شناخته شده آونگ، دستگاه لرزه‌نگار قرن اول میلادی دانشمند چینی چانگ هنگ در دودمان هان بود. چانگ هنگ، دانشمند چینی، در قرن اول میلادی دستگاهی بر اساس آونگ اختراع کرد که می‌توانست زمین‌لرزه را تشخیص دهد. این دستگاه یک کوزه بود که هشت اهرم داشت و زیر هر اهرم یک وزغ فلزی با دهان باز قرار گرفته بود. وقتی زمین می‌لرزید، یکی از اهرم‌ها تکان می‌خورد و یک گوی کوچک از دهان کوزه به پایین می‌افتاد و وارد دهان یکی از وزغ‌ها می‌شد. وزغی که گوی را دریافت می‌کرد، جهت وقوع زمین‌لرزه را نشان می‌داد.
بسیاری از منابع ادعا می‌کنند که ابن یونس، ستاره‌شناس مصری قرن دهم، از آونگ برای اندازه‌گیری زمان استفاده کرده است، اما منابع دیگر می‌گویند که این یک خطا بود که در سال ۱۶۸۴ توسط مورخ بریتانیایی ادوارد برنارد آغاز شد.
در طول رنسانس، آونگ‌های بزرگ دستی به عنوان منبع نیرو برای ماشین‌های رفت و برگشتی دستی مانند اره، دم و پمپ استفاده می‌شدند. لئوناردو دا وینچی نقاشی‌های زیادی از حرکت آونگ‌ها کشیده است، البته بدون اینکه به ارزش آن برای زمان‌سنجی پی ببرد.

### ۱۶۰۲: تحقیقات گالیله
دانشمند ایتالیایی گالیلئو گالیله اولین کسی بود که خواص آونگ‌ها را مطالعه کرد، که از حدود سال ۱۶۰۲ شروع شد. اولین علاقه ثبت شده به آونگ‌ها توسط گالیله در حدود سال ۱۵۸۸ در یادداشت‌های پس از مرگ او با عنوان *دربارهٔ حرکت* بود، که در آن اشاره کرد که اجسام سنگین‌تر برای مدت طولانی‌تری نسبت به اجسام سبک‌تر به نوسان ادامه می‌دهند. اولین گزارش موجود از تحقیقات تجربی او در نامه‌ای به گویدو اوبالدو دال مونته، از پادوا، به تاریخ ۲۹ نوامبر ۱۶۰۲ آمده است. زندگینامه‌نویس و شاگرد او، وینچنزو ویویانی، ادعا کرد که علاقه او در حدود سال ۱۵۸۲ با حرکت نوسانی یک لوستر در کلیسای جامع پیزا برانگیخته شده است. گالیله ویژگی مهمی را کشف کرد که آونگ‌ها را به عنوان زمان‌سنج مفید می‌کند، که برابرزمانی (ایزوکرونیسم) نامیده می‌شود. دوره تناوب آونگ تقریباً مستقل از دامنه یا عرض نوسان است. او همچنین دریافت که دوره تناوب مستقل از جرم گوی است و متناسب با ریشه دوم طول آونگ است. او ابتدا از آونگ‌های نوسان آزاد در کاربردهای زمان‌سنجی ساده استفاده کرد. سانتوریو سانتوریو در سال ۱۶۰۲ وسیله‌ای اختراع کرد که نبض بیمار را با طول یک آونگ اندازه‌گیری می‌کرد؛ پالس‌لژیوم. در سال ۱۶۴۱، گالیله طرحی را برای سازوکاری برای حفظ نوسان آونگ به پسرش وینچنزو دیکته کرد که به عنوان اولین ساعت آونگی توصیف شده است؛ وینچنزو ساخت آن را آغاز کرد، اما زمانی که در سال ۱۶۴۹ درگذشت، آن را تکمیل نکرده بود.

### ۱۶۵۶: ساعت آونگی
در سال ۱۶۵۶، دانشمند هلندی کریستیان هویگنس اولین ساعت آونگی را ساخت. این یک پیشرفت بزرگ نسبت به ساعت‌های مکانیکی موجود بود. بهترین دقت آنها از حدود ۱۵ دقیقه انحراف در روز به حدود ۱۵ ثانیه در روز بهبود یافت. آونگ‌ها در سراسر اروپا پخش شدند زیرا ساعت‌های موجود با آنها اصلاح شدند.
دانشمند انگلیسی رابرت هوک در حدود سال ۱۶۶۶، آونگ مخروطی را مطالعه کرد که شامل یک آونگ است که آزادانه در دو بعد نوسان می‌کند، و گوی در یک دایره یا بیضی می‌چرخد. او از حرکات این دستگاه به عنوان مدلی برای تجزیه و تحلیل مدار (سیاره)های سیارات استفاده کرد. هوک در سال ۱۶۷۹ به آیزاک نیوتن پیشنهاد کرد که مؤلفه‌های حرکت مداری شامل حرکت اینرسی در امتداد یک جهت مماس به علاوه یک حرکت جذاب در جهت شعاعی است. این در تدوین قانون جهانی گرانش نیوتن توسط نیوتن نقش داشت. رابرت هوک همچنین مسئول پیشنهاد در اوایل سال ۱۶۶۶ بود که آونگ می‌تواند برای اندازه‌گیری نیروی گرانش استفاده شود.
در طول سفر اکتشافی خود به کاین، گویان فرانسه در سال ۱۶۷۱، ژان ریشر متوجه شد که یک ساعت آونگی در کاین ۲۱⁄۲ دقیقه در روز کندتر از پاریس است. از این رو او نتیجه گرفت که نیروی جاذبه در کاین کمتر است. در سال ۱۶۸۷، آیزاک نیوتن در اصول ریاضی فلسفه طبیعی نشان داد که این به این دلیل است که زمین یک کره واقعی نیست بلکه به دلیل اثر نیروی گریز از مرکز ناشی از چرخش آن، کمی کره‌وار (در قطب‌ها مسطح) است و باعث افزایش گرانش با عرض جغرافیایی می‌شود. پاندول‌های قابل حمل شروع به سفر به سرزمین‌های دور کردند، به عنوان گرانی‌سنجی‌های دقیق برای اندازه‌گیری گرانش زمین در نقاط مختلف زمین، که در نهایت منجر به مدل‌های دقیقی از شکل سیاره زمین شد.

### ۱۶۷۳: ساعت آونگی هویگنس
در سال ۱۶۷۳، ۱۷ سال پس از اختراع ساعت آونگی، کریستیان هویگنس نظریه خود را در مورد آونگ در کتابی به نام ساعت آونگی منتشر کرد. صورت فلکی ساعت بعداً به افتخار این کتاب نامگذاری شد.</ref> مارین مرسن و رنه دکارت در حدود سال ۱۶۳۶ کشف کرده بودند که آونگ کاملاً هم‌زمان نیست. دوره تناوب آن تا حدودی با دامنه آن افزایش می‌یابد. هویگنس با تعیین اینکه یک جسم باید از چه منحنی پیروی کند تا با گرانش به همان نقطه در همان فاصله زمانی، صرف نظر از نقطه شروع، سقوط کند، این مشکل را تجزیه و تحلیل کرد. منحنی به اصطلاح خم هم‌زمانی. او با یک روش پیچیده که استفاده اولیه از حسابان بود، نشان داد که این منحنی یک چرخ‌زاد است، نه کمان دایره‌ای یک آونگ، و تأیید کرد که آونگ هم‌زمان نیست و مشاهده گالیله از هم‌زمانی فقط برای نوسانات کوچک دقیق بود.
هویگنس همچنین مشکل نحوه محاسبه دوره تناوب یک آونگ با شکل دلخواه (که آونگ مرکب نامیده می‌شود) را با کشف «مرکز نوسان» و قابلیت تعویض آن با نقطه محوری، حل کرد.
نوع حرکت ساعت موجود، یعنی چرخ‌دنگ میله‌ای، باعث می‌شد آونگ‌ها در کمان‌های بسیار وسیعی در حدود ۱۰۰ درجه نوسان کنند. هویگنس نشان داد که این منبع بی‌دقتی است و باعث می‌شود دوره تناوب با تغییرات دامنه ناشی از تغییرات کوچک اجتناب‌ناپذیر در نیروی محرکه ساعت، تغییر کند. برای اینکه دوره تناوبش همزمان شود، هویگنس راهنماهای فلزی شکل چرخ‌زادی را در کنار محورهای ساعت‌های خود نصب کرد که بند آویز را محدود می‌کرد و آونگ را مجبور می‌کرد که از یک قوس چرخ‌زاد پیروی کند (به چرخ‌زاد مراجعه کنید). این راه حل به اندازه محدود کردن نوسان آونگ به زوایای کوچک چند درجه، عملی نبود. پی بردن به اینکه فقط نوسانات کوچک هم‌زمان هستند، انگیزه توسعه چرخ‌دنگ لنگری در حدود سال ۱۶۷۰ شد که نوسان آونگ را در ساعت‌ها به ۴ تا ۶ درجه کاهش داد. این به گریزگاه استاندارد مورد استفاده در ساعت‌های آونگی تبدیل شد.

### ۱۷۲۱: آونگ‌های با جبران دمایی

آونگ فوکو در سال ۱۸۵۱ اولین نمایش چرخش زمین بود که شامل مشاهدات آسمانی نمی‌شد و «شیدایی آونگ» را ایجاد کرد. در این پویانمایی، سرعت حرکت تقدیمی بسیار اغراق‌آمیز است.

در طول قرن هجدهم و نوزدهم، نقش ساعت آونگی به عنوان دقیق‌ترین زمان‌سنج، انگیزه تحقیقات عملی زیادی برای بهبود آونگ‌ها بود. مشخص شد که منبع اصلی خطا این است که میله آونگ با تغییرات دمای محیط منبسط و منقبض می‌شود و دوره نوسان را تغییر می‌دهد. این مشکل با اختراع آونگ‌های با جبران دمایی، آونگ جیوه‌ای در سال ۱۷۲۱ و آونگ شبکه‌ای در سال ۱۷۲۶ حل شد و خطاها را در ساعت‌های دقیق پاندولی به چند ثانیه در هفته کاهش داد.
دقت اندازه‌گیری‌های گرانشی انجام شده با آونگ‌ها به دلیل مشکل در یافتن مکان مرکز نوسان آنها محدود بود. هویگنس در سال ۱۶۷۳ کشف کرد که یک آونگ وقتی از مرکز نوسان خود آویزان می‌شود، همان دوره تناوب را دارد که از محور خود آویزان می‌شود، و فاصله بین این دو نقطه برابر با طول یک آونگ ساده گرانشی با همان دوره تناوب است. در سال ۱۸۱۸، کاپیتان بریتانیایی هنری کاتر آونگ کاتر برگشت‌پذیر را اختراع کرد که از این اصل استفاده می‌کرد و امکان اندازه‌گیری‌های بسیار دقیق گرانش را فراهم می‌کرد. برای قرن بعد، آونگ برگشت‌پذیر روش استاندارد اندازه‌گیری شتاب مطلق گرانشی بود.

### ۱۸۵۱: آونگ فوکو
در سال ۱۸۵۱، لئون فوکو نشان داد که صفحه نوسان یک آونگ، مانند یک ژیروسکوپ، بدون توجه به حرکت محور، ثابت می‌ماند و می‌توان از این برای نشان دادن حرکت وضعی زمین استفاده کرد. او یک آونگ را که آزادانه در دو بعد نوسان می‌کرد (بعداً آونگ فوکو نامیده شد) از گنبد پانتئون در پاریس آویزان کرد. طول بند ۶۷ متر (۲۲۰ فوت) بود. هنگامی که آونگ به حرکت درآمد، مشاهده شد که صفحه نوسان در حدود ۳۲ ساعت ۳۶۰ درجه در جهت عقربه‌های ساعت حرکت تقدیمی یا می‌چرخد.
این اولین نمایش چرخش زمین بود که به مشاهدات آسمانی بستگی نداشت، و «شیدایی آونگ» به راه افتاد، زیرا آونگ‌های فوکو در بسیاری از شهرها به نمایش گذاشته شدند و جمعیت زیادی را به خود جلب کردند.

### ۱۹۳۰: کاهش استفاده
در حدود سال ۱۹۰۰، از مواد با انبساط حرارتی کم برای میله‌های آونگ در دقیق‌ترین ساعت‌ها و سایر ابزارها استفاده شد، ابتدا اینوار، یک آلیاژ نیکل و فولاد، و بعداً شیشه سیلیسی که جبران دما را بی‌اهمیت می‌کرد. آونگ‌های دقیق در مخازن کم فشار قرار می‌گرفتند که فشار هوا را ثابت نگه می‌داشت تا از تغییرات در دوره نوسان ناشی از تغییرات در شناوری آونگ به دلیل تغییر فشار اتمسفری جلوگیری شود. بهترین ساعت‌های آونگ‌دار به دقت حدود یک ثانیه در سال دست یافتند.
دقت زمان‌سنجی آونگ توسط نوسان‌ساز کریستالی کوارتز که در سال ۱۹۲۱ اختراع شد، و ساعت کوارتز که در سال ۱۹۲۷ اختراع شد، پیشی گرفت و ساعت‌های کوارتز جایگزین ساعت‌های آونگی به عنوان بهترین زمان‌سنج‌های جهان شدند. ساعت‌های پاندولی تا جنگ جهانی دوم به عنوان استانداردهای زمانی استفاده می‌شدند، اگرچه سرویس زمان فرانسه تا سال ۱۹۵۴ به استفاده از آنها در مجموعه استانداردهای زمان رسمی خود ادامه داد. گرانی‌سنجی‌های پاندولی در دهه ۱۹۵۰ با گرانش‌سنج‌های «سقوط آزاد» جایگزین شدند.

### ۱۶۵۶: ساعت آونگ‌دار هویگنس
در سال ۱۶۵۶، دانشمند هلندی کریستیان هویگنس اولین ساعت آونگی را ساخت. این یک پیشرفت بزرگ نسبت به ساعت‌های مکانیکی موجود بود؛ بهترین دقت آنها از حدود ۱۵ دقیقه انحراف در روز به حدود ۱۵ ثانیه در روز بهبود یافت. آونگ‌ها در سراسر اروپا پخش شدند زیرا ساعت‌های موجود با آنها اصلاح شدند.
دانشمند انگلیسی رابرت هوک در حدود سال ۱۶۶۶، آونگ مخروطی را مطالعه کرد که شامل یک آونگ است که آزادانه در دو بعد نوسان می‌کند، و گوی در یک دایره یا بیضی می‌چرخد. او از حرکات این دستگاه به عنوان مدلی برای تجزیه و تحلیل مدار (سیاره)های سیارات استفاده کرد. هوک در سال ۱۶۷۹ به آیزاک نیوتن پیشنهاد کرد که مؤلفه‌های حرکت مداری شامل حرکت اینرسی در امتداد یک جهت مماس به علاوه یک حرکت جذاب در جهت شعاعی است. این در تدوین قانون جهانی گرانش نیوتن توسط نیوتن نقش داشت. رابرت هوک همچنین مسئول پیشنهاد در اوایل سال ۱۶۶۶ بود که آونگ می‌تواند برای اندازه‌گیری نیروی گرانش استفاده شود.

### ساعت‌های آونگی
آونگ در ساعت‌ها (مثال سمت راست را ببینید) معمولاً از یک وزنه یا گوی ('b') تشکیل شده است که توسط یک میله چوبی یا فلزی ('a') آویزان شده است. برای کاهش نیروی پسار (که بیشترین اتلاف انرژی را در ساعت‌های دقیق به خود اختصاص می‌دهد)
آونگ باید از یک تکیه‌گاه صلب آویزان شود. در حین کار، هرگونه کشسانی باعث حرکات کوچک و نامحسوس تکیه‌گاه می‌شود که دوره ساعت را مختل کرده و منجر به خطا می‌شود. ساعت‌های پاندولی باید محکم به دیوار محکمی متصل شوند.
رایج‌ترین طول آونگ در ساعت‌های با کیفیت، که همیشه در ساعت پدربزرگ استفاده می‌شود، آونگ ثانیه‌ای است که حدود ۱ متر طول دارد. در ساعت‌های رومیزی، آونگ‌های نیم ثانیه‌ای به طول ۲۵ سانتی‌متر یا کوتاه‌تر استفاده می‌شود. تنها چند ساعت برجی بزرگ از آونگ‌های بلندتر استفاده می‌کنند، آونگ ۱٫۵ ثانیه‌ای، به طول ۲٫۲۵ متر، یا گاهی اوقات آونگ دو ثانیه‌ای، ۴ متر که در ساعت بیگ بن استفاده می‌شود.

### جبران دما

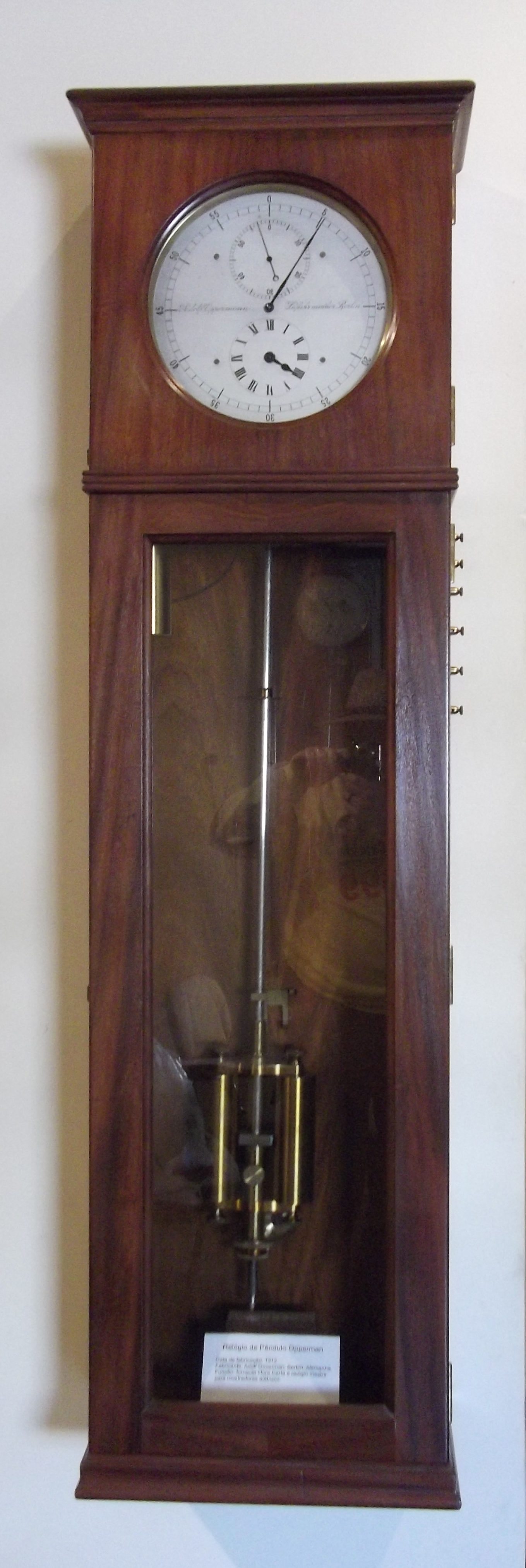
آونگ جیوه‌ای در ساعت تنظیم‌کننده نجومی توسط آدولف اوپرمن، اواخر دهه ۱۸۰۰

بزرگ‌ترین منبع خطا در آونگ‌های اولیه، تغییرات جزئی در طول به دلیل انبساط و انقباض حرارتی میله آونگ با تغییرات دمای محیط بود. این زمانی کشف شد که مردم متوجه شدند ساعت‌های آونگ‌دار در تابستان کندتر کار می‌کنند، تا یک دقیقه در هفته (یکی از اولین‌ها گارفروی وندلین بود، همان‌طور که توسط هویگنس در سال ۱۶۵۸ گزارش شد). انبساط حرارتی میله‌های آونگ برای اولین بار توسط ژان پیکارد در سال ۱۶۶۹ مورد مطالعه قرار گرفت. یک آونگ با میله فولادی با هر درجه سانتیگراد افزایش دما، حدود ۱۱٫۳ بخش در میلیون (ppm) منبسط می‌شود و باعث می‌شود که برای هر درجه سانتیگراد افزایش دما، حدود ۰٫۲۷ ثانیه در روز یا ۹ ثانیه در روز برای یک تغییر ۳۳ درجه سانتی‌گراد از دست بدهد. میله‌های چوبی کمتر منبسط می‌شوند و تنها حدود ۶ ثانیه در روز برای تغییر ۳۳ درجه سانتی‌گراد از دست می‌دهند، به همین دلیل ساعت‌های با کیفیت اغلب میله‌های آونگ چوبی داشتند. چوب باید لاک می‌شد تا از ورود بخار آب جلوگیری شود، زیرا تغییرات رطوبت نیز بر طول تأثیر می‌گذاشت.

#### آونگ جیوه‌ای
اولین وسیله‌ای که این خطا را جبران می‌کرد، آونگ جیوه‌ای بود که توسط جورج گراهام در سال ۱۷۲۱ اختراع شد. فلز مایع جیوه با افزایش دما، حجم آن افزایش می‌یابد. در یک آونگ جیوه‌ای، وزنه آونگ (گوی) یک ظرف جیوه است. با افزایش دما، میله آونگ بلندتر می‌شود، اما جیوه نیز منبسط می‌شود و سطح آن در ظرف کمی بالا می‌رود و مرکز جرم آن را به محور آونگ نزدیک‌تر می‌کند. با استفاده از ارتفاع صحیح جیوه در ظرف، این دو اثر خنثی می‌شوند و مرکز جرم آونگ و دوره تناوب آن با دما بدون تغییر باقی می‌ماند. عیب اصلی آن این بود که وقتی دما تغییر می‌کرد، میله به سرعت به دمای جدید می‌رسید اما جرم جیوه ممکن بود یک یا دو روز طول بکشد تا به دمای جدید برسد و باعث می‌شد که سرعت در آن زمان منحرف شود. برای بهبود تطابق حرارتی، اغلب از چندین ظرف نازک ساخته شده از فلز استفاده می‌شد. آونگ‌های جیوه‌ای تا قرن بیستم به عنوان استاندارد در ساعت‌های تنظیم‌کننده دقیق استفاده می‌شدند.

#### آونگ شبکه‌ای
1. نمای بیرونی
2. دمای معمولی
3. دمای بالاتر

نمودار یک آونگ شبکه‌ای

پرکاربردترین آونگ جبران شده، آونگ شبکه‌ای بود که در سال ۱۷۲۶ توسط جان هریسون اختراع شد. این شامل میله‌های متناوب از دو فلز متفاوت است، یکی با انبساط حرارتی پایین‌تر (انبساط حرارتی), فولاد، و دیگری با انبساط حرارتی بالاتر، روی یا برنج (آلیاژ). میله‌ها توسط یک قاب به هم متصل می‌شوند، همان‌طور که در شکل سمت راست نشان داده شده است، به‌طوری که افزایش طول میله‌های روی، گوی را به سمت بالا هل می‌دهد و آونگ را کوتاه می‌کند. با افزایش دما، میله‌های فولادی با انبساط کم، آونگ را بلندتر می‌کنند، در حالی که میله‌های روی با انبساط زیاد آن را کوتاه‌تر می‌کنند. با ایجاد میله‌هایی با طول‌های صحیح، انبساط بیشتر روی، انبساط میله‌های فولادی را که طول ترکیبی بیشتری دارند، خنثی می‌کند و آونگ با دما در همان طول باقی می‌ماند.
آونگ‌های شبکه‌ای روی-فولادی با ۵ میله ساخته می‌شوند، اما انبساط حرارتی برنج به فولاد نزدیک‌تر است، بنابراین شبکه‌های برنج-فولاد معمولاً به ۹ میله نیاز دارند. آونگ‌های شبکه‌ای سریع‌تر از آونگ‌های جیوه‌ای با تغییرات دما سازگار می‌شوند، اما دانشمندان دریافتند که اصطکاک میله‌هایی که در سوراخ‌هایشان در قاب می‌لغزند، باعث می‌شود که آونگ‌های شبکه‌ای در یک سری پرش‌های کوچک تنظیم شوند. در ساعت‌های با دقت بالا، این باعث می‌شد که سرعت ساعت با هر پرش به‌طور ناگهانی تغییر کند. بعداً مشخص شد که روی تحت تأثیر خزش قرار می‌گیرد. به این دلایل، از آونگ‌های جیوه‌ای در ساعت‌های با بالاترین دقت استفاده می‌شد، اما از شبکه‌ها در ساعت‌های تنظیم‌کننده با کیفیت استفاده می‌شد.
آونگ‌های شبکه‌ای چنان با کیفیت خوب مرتبط شدند که تا به امروز، بسیاری از آونگ‌های ساعت معمولی دارای شبکه‌های تزئینی «جعلی» هستند که در واقع هیچ عملکرد جبران دمایی ندارند.

#### اینوار و کوارتز ذوب‌شده
در حدود سال ۱۹۰۰، مواد با انبساط حرارتی کم توسعه یافتند که می‌توان از آنها به عنوان میله‌های آونگ استفاده کرد تا جبران دما غیرضروری شود. اینها فقط در چند ساعت از دقیق‌ترین ساعت‌ها قبل از اینکه آونگ به عنوان یک استاندارد زمان منسوخ شود، استفاده می‌شد. در سال ۱۸۹۶ شارل ادوارد گیوم آلیاژ نیکل فولاد اینوار را اختراع کرد. این ماده دارای انبساط حرارتی حدود ۰٫۹ ppm/°C (۰٫۵ ppm/°F) است که منجر به خطاهای دمایی آونگ در دمای بیش از ۷۱ درجه فارنهایت (۲۱٫۱ درجه سانتیگراد) تنها ۱٫۳ ثانیه در روز می‌شود و این خطای باقیمانده می‌تواند با چند سانتی‌متر آلومینیوم در زیر گوی آونگ به صفر جبران شود (این را می‌توان در تصویر ساعت ریفلر در بالا مشاهده کرد). آونگ‌های اینوار برای اولین بار در سال ۱۸۹۸ در ساعت تنظیم‌کننده ریفلر استفاده شد که به دقت ۱۵ میلی ثانیه در روز دست یافت. از فنرهای تعلیق الینوار برای حذف تغییرات دمایی نیروی بازگرداننده فنر روی آونگ استفاده شد. بعدها از شیشه سیلیسی استفاده شد که CTE حتی کمتری داشت. این مواد انتخاب برای آونگ‌های مدرن با دقت بالا هستند.

### فشار اتمسفری
تأثیر هوای اطراف بر یک آونگ متحرک پیچیده است و برای محاسبه دقیق به مکانیک سیالات نیاز دارد، اما برای اکثر اهداف می‌توان تأثیر آن بر دوره تناوب را با سه اثر توضیح داد:
- با اصل ارشمیدس، وزن مؤثر گوی آونگ با شناوری هوایی که جابجا می‌کند کاهش می‌یابد، در حالی که جرم (لختی) ثابت می‌ماند و شتاب آونگ را در طول نوسان کاهش می‌دهد و دوره را افزایش می‌دهد. این به فشار هوا و چگالی آونگ بستگی دارد، اما به شکل آن بستگی ندارد.
- آونگ هنگام نوسان مقداری هوا را با خود حمل می‌کند و جرم این هوا اینرسی آونگ را افزایش می‌دهد و دوباره شتاب را کاهش داده و دوره را افزایش می‌دهد. این به چگالی و شکل آن بستگی دارد.
- نیروی پسار گرانروی، سرعت آونگ را کاهش می‌دهد. این تأثیر ناچیزی بر دوره تناوب دارد، اما انرژی را تلف می‌کند و دامنه را کاهش می‌دهد. این ضریب کیفیت آونگ را کاهش می‌دهد و به نیروی محرکه قوی‌تری از سازوکار ساعت برای حرکت آن نیاز دارد که باعث اختلال بیشتر در دوره تناوب می‌شود.

افزایش فشار اتمسفری دوره تناوب آونگ را به دلیل دو اثر اول کمی افزایش می‌دهد، حدود ۰٫۱۱ ثانیه بر روز بر کیلوپاسکال (۰٫۳۷ ثانیه بر روز بر اینچ جیوه؛ ۰٫۰۱۵ ثانیه بر روز بر تور). محققانی که از آونگ برای اندازه‌گیری گرانش زمین استفاده می‌کردند، باید دوره تناوب را برای فشار هوا در ارتفاع اندازه‌گیری تصحیح می‌کردند و دوره معادل یک آونگ در حال نوسان در خلاء را محاسبه می‌کردند. یک ساعت پاندولی برای اولین بار در یک مخزن با فشار ثابت توسط فردریش تیده در سال ۱۸۶۵ در رصدخانه برلین به کار گرفته شد، و تا سال ۱۹۰۰ دقیق‌ترین ساعت‌ها در مخازنی نصب می‌شدند که در فشار ثابتی نگه داشته می‌شدند تا تغییرات فشار اتمسفر حذف شود. از طرف دیگر، در برخی موارد، یک سازوکار فشارسنج کوچک متصل به آونگ، این اثر را جبران می‌کرد.

### گرانش
آونگ‌ها تحت تأثیر تغییرات شتاب گرانشی قرار می‌گیرند که تا ۰٫۵٪ در مکان‌های مختلف روی زمین متفاوت است، بنابراین ساعت‌های پاندولی دقیق باید پس از حرکت مجدداً کالیبره شوند. حتی حرکت دادن یک ساعت پاندولی به بالای یک ساختمان بلند می‌تواند باعث شود که به دلیل کاهش جاذبه، زمان قابل توجهی را از دست بدهد.

## دقت آونگ‌ها به عنوان زمان‌سنج
عناصر زمان‌سنجی در همه ساعت‌ها، که شامل آونگ‌ها، چرخ‌دنگ‌ها، نوسان‌ساز کریستالی مورد استفاده در ساعت کوارتز و حتی اتم‌های ارتعاشی در ساعت اتمی، در فیزیک نوسانگر هماهنگ نامیده می‌شوند. دلیل استفاده از نوسانگرهای هارمونیک در ساعت‌ها این است که آنها با تشدید یا دوره خاصی ارتعاش یا نوسان می‌کنند و در برابر نوسان با نرخ‌های دیگر مقاومت می‌کنند. با این حال، فرکانس تشدید بی‌نهایت «تیز» نیست. در اطراف بسامد تشدید یک باند باریک طبیعی از بسامد (یا دوره‌ها) وجود دارد که به آن ضریب کیفیت یا پهنای باند گفته می‌شود، که در آن نوسانگر هارمونیک نوسان می‌کند. در یک ساعت، بسامد واقعی آونگ ممکن است به‌طور تصادفی در این عرض تشدید در پاسخ به اختلالات تغییر کند، اما در فرکانس‌های خارج از این باند، ساعت اصلاً کار نمی‌کند. عرض تشدید توسط میرایی، یعنی اتلاف انرژی اصطکاک در هر نوسان آونگ، تعیین می‌شود.

### ضریب Q

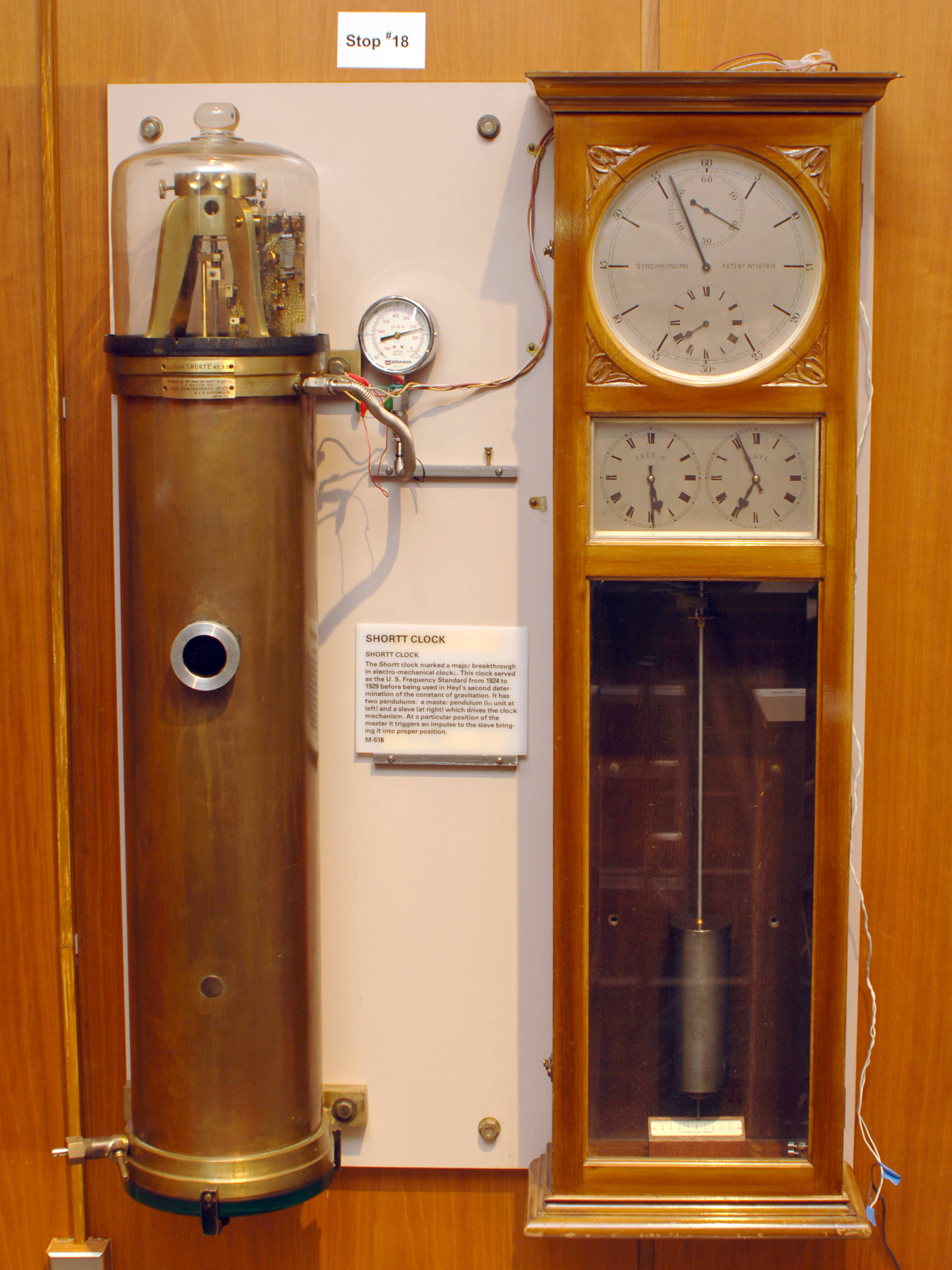
یک ساعت شورت-سینکرونوم با آونگ آزاد، دقیق‌ترین ساعت پاندولی که تاکنون ساخته شده است، در موزه مؤسسه ملی فناوری و استانداردها، گیترزبرگ، مریلند، ایالات متحده آمریکا. زمان را با دو آونگ همگام شده نگه می‌داشت. آونگ اصلی در مخزن خلاء (سمت چپ) تقریباً از هرگونه مزاحمتی آزاد بود و آونگ ثانویه را در قاب ساعت (سمت راست) کنترل می‌کرد که وظایف ضربه و نگه‌داری زمان را انجام می‌داد. دقت آن حدود یک ثانیه در سال بود.

معیار مقاومت یک نوسانگر هارمونیک در برابر اختلالات در دوره نوسان آن، یک پارامتر بدون بعد به نام ضریب کیفیت است که برابر است با فرکانس تشدید تقسیم بر ضریب کیفیت. هر چه Q بالاتر باشد، عرض تشدید کوچکتر است و فرکانس یا دوره نوسانگر برای یک اختلال معین ثابت‌تر است. معکوس Q تقریباً متناسب با دقت محدود قابل دستیابی توسط یک نوسانگر هارمونیک به عنوان یک استاندارد زمانی است.
Q به مدت زمانی که طول می‌کشد تا نوسانات یک نوسانگر از بین برود، مربوط می‌شود. ضریب کیفیت یک آونگ را می‌توان با شمارش تعداد نوسانات لازم برای کاهش دامنه نوسان آونگ به 1/e = ۳۶٫۸٪ نوسان اولیه آن و ضرب در 'π' اندازه‌گیری کرد.
در یک ساعت، آونگ باید از حرکت ساعت نیرو دریافت کند تا به نوسان ادامه دهد تا انرژی که آونگ در اثر اصطکاک از دست می‌دهد را جبران کند. این نیروها که توسط سازوکاری به نام چرخ‌دنگ اعمال می‌شوند، منبع اصلی اختلال در حرکت آونگ هستند. Q برابر است با ۲π برابر انرژی ذخیره شده در آونگ، تقسیم بر انرژی از دست رفته در اثر اصطکاک در طول هر دوره نوسان، که همان انرژی اضافه شده توسط چرخ‌دنگ در هر دوره است. می‌توان دریافت که هر چه کسر انرژی آونگ که در اثر اصطکاک از بین می‌رود کمتر باشد، انرژی کمتری باید اضافه شود، اختلال کمتری از چرخ‌دنگ وجود دارد، آونگ «مستقل‌تر» از مکانیسم ساعت است و دوره آن ثابت‌تر است. Q یک آونگ توسط فرمول زیر داده می‌شود:
{\displaystyle Q={\frac {M\omega }{\Gamma }}}
که در آن M جرم گوی است، ω = ۲π/T فرکانس زاویه‌ای نوسان آونگ بر حسب رادیان است و Γ میرایی اصطکاکی بر روی آونگ در واحد سرعت است.
ω توسط دوره آونگ ثابت می‌شود و M توسط ظرفیت بار و سختی سامانهٔ تعلیق محدود می‌شود؛ بنابراین Q آونگ‌های ساعت با به حداقل رساندن تلفات اصطکاکی (Γ) افزایش می‌یابد. آونگ‌های دقیق روی محورهای اصطکاکی کم متشکل از لبه‌های چاقویی شکل مثلثی که روی صفحات عقیق قرار می‌گیرند، آویزان می‌شوند. حدود ۹۹٪ از اتلاف انرژی در یک آونگ نوسان آزاد به دلیل اصطکاک هوا است، بنابراین نصب یک آونگ در یک مخزن خلاء می‌تواند Q و در نتیجه دقت را ۱۰۰ برابر افزایش دهد.
Q آونگ‌ها از چند هزار در یک ساعت معمولی تا چند صد هزار برای آونگ‌های تنظیم‌کننده دقیق که در خلاء نوسان می‌کنند، متغیر است. یک ساعت پاندولی خانگی با کیفیت ممکن است Q برابر با ۱۰۰۰۰ و دقت ۱۰ ثانیه در ماه داشته باشد. دقیق‌ترین ساعت آونگ‌دار تولید شده تجاری، ساعت آونگی آزاد شورت-سینکرونوم بود که در سال ۱۹۲۱ اختراع شد. آونگ اینوار آن که در یک مخزن خلاء در حال نوسان بود، دارای Q برابر با ۱۱۰۰۰۰ و نرخ خطای حدود یک ثانیه در سال بود.
Q آنها در حدود ۱۰۳–۱۰۵ است، یکی از دلایلی است که آونگ‌ها زمان‌سنج‌های دقیق‌تری نسبت به رقاصک‌ها در ساعت‌ها هستند، با Q حدود ۱۰۰–۳۰۰، اما دقت کمتری نسبت به نوسان‌ساز کریستالی در ساعت‌های کوارتز دارند که Q آن ۱۰۵–۱۰۶ است.

### چرخ‌دنگ
آونگ‌ها (برخلاف، به عنوان مثال، بلورهای کوارتز) دارای Q به اندازه کافی پایینی هستند که اختلال ناشی از ضربه‌ها برای ادامه حرکت آنها، عموماً عامل محدودکننده دقت زمان‌سنجی آنها است؛ بنابراین، طراحی چرخ‌دنگ، سازوکاری که این ضربه‌ها را فراهم می‌کند، تأثیر زیادی بر دقت آونگ ساعت دارد. اگر ضربه‌های وارد شده به آونگ توسط چرخ دنگ در هر نوسان دقیقاً یکسان باشد، پاسخ آونگ یکسان خواهد بود و دوره آن ثابت می‌ماند. با این حال، این قابل دستیابی نیست. نوسانات تصادفی اجتناب ناپذیر در نیرو به دلیل اصطکاک پالت‌های ساعت، تغییرات روغن کاری و تغییرات در گشتاور ارائه شده توسط منبع تغذیه ساعت با کاهش آن، به این معنی است که نیروی ضربه اعمال شده توسط چرخ دنگ تغییر می‌کند.
اگر این تغییرات در نیروی چرخ دنگ باعث تغییر در عرض نوسان آونگ (دامنه) شود، این امر باعث تغییرات جزئی متناظر در دوره تناوب می‌شود، زیرا (همان‌طور که در بالا بحث شد) یک آونگ با نوسان محدود کاملاً همزمان نیست؛ بنابراین، هدف از طراحی چرخ دنگ سنتی، اعمال نیرو با مشخصات مناسب و در نقطه صحیح در چرخه آونگ است، بنابراین تغییرات نیرو هیچ تأثیری بر دامنه آونگ ندارد. به این حالت، «چرخ دنگ همزمان» می‌گویند.

### شرط ایری
ساعت‌سازان قرن‌ها می‌دانستند که اثر مخرب نیروی محرکه چرخ دنگ بر دوره تناوب یک آونگ، در صورتی که به صورت یک ضربه کوتاه در هنگام عبور آونگ از پایین‌ترین نقطه تعادل خود باشد، کمترین مقدار است. اگر ضربه قبل از رسیدن آونگ به پایین، در طول نوسان رو به پایین رخ دهد، اثر کوتاه شدن دوره تناوب طبیعی آونگ را خواهد داشت، بنابراین افزایش نیروی محرکه باعث کاهش دوره تناوب می‌شود. اگر ضربه بعد از رسیدن آونگ به پایین، در طول نوسان رو به بالا رخ دهد، دوره را طولانی می‌کند، بنابراین افزایش نیروی محرکه باعث افزایش دوره آونگ می‌شود. در سال ۱۸۲۶، ستاره‌شناس بریتانیایی جورج بیدل ایری این را ثابت کرد. به‌طور خاص، او ثابت کرد که اگر یک آونگ توسط ضربه‌ای که متقارن نسبت به موقعیت تعادل پایین آن است، هدایت شود، دوره تناوب آونگ تحت تأثیر تغییرات نیروی محرکه قرار نخواهد گرفت. دقیق‌ترین چرخ‌دنگ‌ها، مانند چرخ‌دنگ بدون پس‌زنی، تقریباً این شرط را برآورده می‌کنند.

## اندازه‌گیری جاذبه
وجود شتاب گرانشی g در معادله تناوب (۱) برای یک آونگ به این معنی است که شتاب گرانشی محلی زمین را می‌توان از دوره تناوب یک آونگ محاسبه کرد؛ بنابراین یک آونگ می‌تواند به عنوان یک گرانی‌سنج برای اندازه‌گیری گرانش محلی استفاده شود که در سطح زمین بیش از ۰٫۵٪ متفاوت است. آونگ در یک ساعت توسط ضرباتی که از حرکت ساعت دریافت می‌کند، دچار اختلال می‌شود، بنابراین از آونگ‌های آزاد استفاده می‌شد و تا دهه ۱۹۳۰ ابزارهای استاندارد گرانی‌سنجی بودند.
تفاوت بین آونگ‌های ساعت و آونگ‌های گرانش‌سنج این است که برای اندازه‌گیری گرانش، علاوه بر دوره تناوب، باید طول آونگ نیز اندازه‌گیری شود. دوره تناوب آونگ‌های آزاد را می‌توان با مقایسه نوسان آنها با یک ساعت دقیق که با عبور ستارگان از بالای سر تنظیم شده است، با دقت زیادی پیدا کرد. در اندازه‌گیری‌های اولیه، وزنه‌ای روی یک طناب در جلوی آونگ ساعت آویزان می‌شد و طول آن تا زمانی که دو آونگ دقیقاً همزمان نوسان می‌کردند، تنظیم می‌شد. سپس طول طناب اندازه‌گیری شد. از طول و دوره، g را می‌توان از معادله (۱) محاسبه کرد.

### آونگ ثانیه‌ای

آونگ ثانیه‌ای، آونگی با دوره تناوب دو ثانیه که هر نوسان یک ثانیه طول می‌کشد

آونگ ثانیه‌ای، آونگی با دوره تناوب دو ثانیه که هر نوسان یک ثانیه طول می‌کشد، به‌طور گسترده برای اندازه‌گیری گرانش استفاده می‌شد، زیرا می‌توان دوره تناوب آن را به راحتی با مقایسه آن با ساعت‌های تنظیم‌کننده دقیق که همگی آونگ ثانیه‌ای داشتند، اندازه‌گیری کرد. در اواخر قرن هفدهم، طول آونگ ثانیه‌ای به معیار استاندارد قدرت شتاب گرانشی در یک مکان تبدیل شد. تا سال ۱۷۰۰ طول آن با دقت کمتر از میلی‌متر در چندین شهر اروپا اندازه‌گیری شد. برای یک آونگ ثانیه‌ای، g متناسب با طول آن است:
{\displaystyle g\propto L.}

### مشاهدات اولیه
- ۱۶۲۰: دانشمند بریتانیایی فرانسیس بیکن یکی از اولین کسانی بود که استفاده از آونگ را برای اندازه‌گیری گرانش پیشنهاد کرد و پیشنهاد کرد که یکی را به بالای کوه ببرند تا ببینند آیا گرانش با ارتفاع تغییر می‌کند یا خیر.[۱۰۲]
- ۱۶۴۴: حتی قبل از ساعت پاندولی، کشیش فرانسوی مارین مرسن ابتدا طول آونگ ثانیه‌ای را ۳۹٫۱ اینچ (۹۹۳٫۱ میلی‌متر) با مقایسه نوسان آونگ با مدت زمانی که طول می‌کشد تا یک وزنه به فاصله اندازه‌گیری شده سقوط کند، تعیین کرد. او همچنین اولین کسی بود که وابستگی دوره به دامنه نوسان را کشف کرد.
- ۱۶۶۹: ژان پیکارد طول آونگ ثانیه‌ای را در پاریس با استفاده از یک توپ مسی ۱ اینچی (۲٫۵۴ میلی‌متر) که توسط الیاف آلوئه آویزان شده بود، تعیین کرد و به ۳۹٫۰۹ اینچ (۹۹۲٫۹ میلی‌متر) رسید.[۱۰۳] او همچنین اولین آزمایش‌ها را در مورد انبساط و انقباض حرارتی میله‌های آونگ با دما انجام داد.
- ۱۶۷۲: اولین مشاهده مبنی بر اینکه گرانش در نقاط مختلف زمین متفاوت است، در سال ۱۶۷۲ توسط ژان ریشر انجام شد که یک ساعت پاندولی را به کاین، گویان فرانسه برد و متوجه شد که روزانه دو دقیقه و نیم از دست می‌دهد؛ آونگ ثانیه‌ای آن باید ۱/۴ لینیه (۲٫۶ میلی‌متر) کوتاه‌تر از پاریس باشد تا زمان درست را حفظ کند.[۱۰۴][۱۰۵]

در سال ۱۶۸۷، آیزاک نیوتن در اصول ریاضی فلسفه طبیعی نشان داد که این به این دلیل است که زمین شکلی کمی کره‌وار (در قطب‌ها مسطح) دارد که ناشی از نیروی گریز از مرکز چرخش آن است. در عرض‌های جغرافیایی بالاتر، سطح به مرکز زمین نزدیکتر است، بنابراین گرانش با عرض جغرافیایی افزایش می‌یابد. از این زمان به بعد، آونگ‌ها برای اندازه‌گیری گرانش به سرزمین‌های دور برده شدند و جداولی از طول آونگ ثانیه‌ای در مکان‌های مختلف روی زمین تهیه شد. در سال ۱۷۴۳، الکسی کلرو اولین مدل هیدرواستاتیکی زمین، قضیه کلرو را ایجاد کرد، که امکان محاسبه تخت‌شدگی زمین را از اندازه‌گیری‌های گرانشی فراهم می‌کرد. مدل‌های دقیق‌تر از شکل زمین به تدریج به دنبال آن آمدند.
- ۱۶۸۷: نیوتن با آونگ‌ها آزمایش کرد (که در اصول توضیح داده شده است) و دریافت که آونگ‌های با طول مساوی با گوی‌های ساخته شده از مواد مختلف، دوره تناوب یکسانی دارند، که ثابت می‌کند نیروی گرانشی بر روی مواد مختلف دقیقاً با جرم (لَختی) آنها متناسب است. این اصل که اصل هم‌ارزی نامیده می‌شود و در آزمایش‌های بعدی با دقت بیشتری تأیید شد، به پایه‌ای تبدیل شد که آلبرت اینشتین نسبیت عام خود را بر آن بنا نهاد.

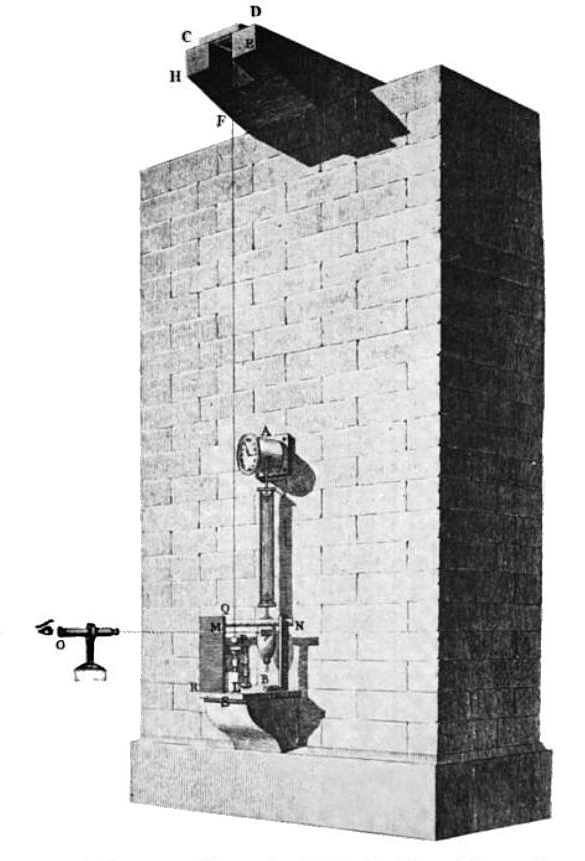
اندازه‌گیری طول آونگ ثانیه‌ای توسط بورد و کاسینی در سال ۱۷۹۲

- ۱۷۳۷: ریاضیدان فرانسوی پیر بوگر یک سری پیچیده از مشاهدات آونگ را در کوه‌های کوه‌های آند در پرو انجام داد.[۱۰۶] او از یک گوی آونگ مسی به شکل یک مخروط دو سر نوک تیز که توسط یک نخ آویزان شده بود استفاده کرد؛ گوی را می‌توانست معکوس کند تا اثرات چگالی غیریکنواخت را از بین ببرد. او طول را تا مرکز نوسان نخ و گوی ترکیب شده محاسبه کرد، به جای اینکه از مرکز گوی استفاده کند. او انبساط حرارتی میله اندازه‌گیری و فشار بارومتریک را تصحیح کرد و نتایج خود را برای یک آونگ در حال نوسان در خلاء ارائه داد. بوگر همان آونگ را در سه ارتفاع مختلف، از سطح دریا تا بالای آلتی‌پلانو پرو، نوسان داد. گرانش باید با معکوس مجذور فاصله از مرکز زمین کاهش یابد. بوگر دریافت که کندتر کاهش می‌یابد و به درستی «گرانش اضافی» را به میدان گرانشی فلات عظیم پرو نسبت داد. او از چگالی نمونه‌های سنگ، تخمینی از تأثیر آلتی‌پلانو بر روی آونگ محاسبه کرد و با مقایسه این با گرانش زمین، توانست اولین تخمین تقریبی جرم زمین را انجام دهد.
- ۱۷۴۷: دانیل برنولی نشان داد که چگونه می‌توان با استفاده از تصحیح مرتبه اول θ۰۲/۱۶، افزایش دوره نوسان به دلیل زاویه نوسان محدود θ۰ را تصحیح کرد و دوره تناوب یک آونگ با نوسان بسیار کوچک را به دست آورد.[۱۰۶]
- ۱۷۹۲: برای تعریف یک استاندارد طول آونگ برای استفاده با واحدهای اندازه‌گیری متریک جدید، در سال ۱۷۹۲ ژان-شارل د بوردا و ژان دومینیک کاسینی اندازه‌گیری دقیقی از آونگ ثانیه‌ای در پاریس انجام دادند. آنها از یک توپ پلاتینی ۱٫۵ اینچی (۱۴ میلی‌متر) که توسط یک سیم آهنی ۱۲ فوتی آویزان شده بود، استفاده کردند. نوآوری اصلی آنها تکنیکی به نام "روش همزمانی" بود که امکان مقایسه دوره تناوب آونگ‌ها را با دقت زیادی فراهم می‌کرد. (بوگر نیز از این روش استفاده کرده بود). فاصله زمانی Δt بین لحظات تکرار شونده که دو آونگ به‌طور همزمان نوسان می‌کردند، محاسبه شد. از این طریق می‌توان تفاوت بین دوره‌های آونگ، T1 و T2 را محاسبه کرد:

{\displaystyle {\frac {1}{\Delta t}}={\frac {1}{T_{1}}}-{\frac {1}{T_{2}}}}
- ۱۸۲۱: فرانچسکو کارلینی مشاهدات آونگ را در بالای کوه سنیس ایتالیا انجام داد، که از آن با استفاده از روش‌های مشابه بوگر، چگالی زمین را محاسبه کرد.[۱۰۷] او اندازه‌گیری‌های خود را با برآوردی از گرانش در مکان خود با فرض اینکه کوه وجود نداشت، مقایسه کرد، که از اندازه‌گیری‌های قبلی آونگ در نزدیکی سطح دریا محاسبه شده بود. اندازه‌گیری‌های او گرانش «اضافی» را نشان داد که او آن را به اثر کوه نسبت داد. با مدل‌سازی کوه به عنوان بخشی از یک کره به قطر ۱۱ مایل و ارتفاع ۱ مایل، از نمونه‌های سنگ، میدان گرانشی آن را محاسبه کرد و چگالی زمین را ۴٫۳۹ برابر چگالی آب تخمین زد. محاسبات مجدد بعدی توسط دیگران مقادیر ۴٫۷۷ و ۴٫۹۵ را نشان داد که نشان دهنده عدم قطعیت در این روش‌های جغرافیایی است.

### آونگ کاتر
|  |  |

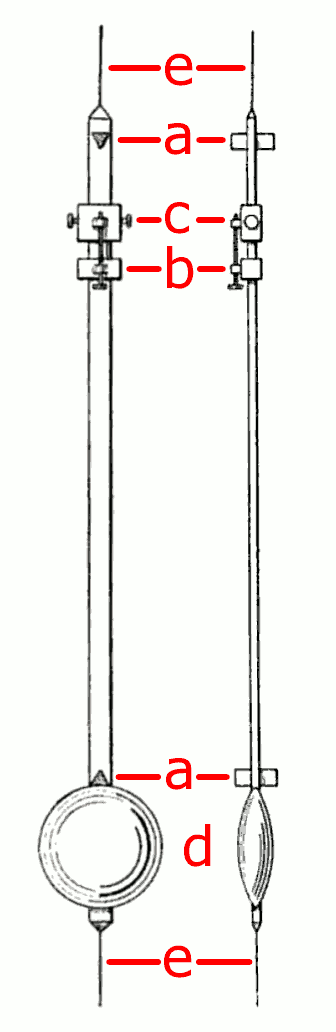
آونگ کاتر

دقت اندازه‌گیری‌های اولیه گرانش در بالا، به دلیل دشواری اندازه‌گیری طول آونگ، L، محدود بود. L طول یک آونگ ساده گرانشی ایده‌آل (در بالا توضیح داده شده است) بود که تمام جرم آن در نقطه‌ای در انتهای نخ متمرکز شده است. در سال ۱۶۷۳، هویگنس نشان داده بود که دوره تناوب یک آونگ میله‌ای صلب (به نام آونگ مرکب) برابر با دوره تناوب یک آونگ ساده با طولی برابر با فاصله بین نقطه محور و نقطه‌ای به نام مرکز نوسان است که در زیر مرکز جرم قرار دارد و به توزیع جرم در امتداد آونگ بستگی دارد. اما هیچ راه دقیقی برای تعیین مرکز نوسان در یک آونگ واقعی وجود نداشت.
برای حل این مشکل، محققان اولیه فوق تا حد امکان یک آونگ ساده ایده‌آل را با استفاده از یک کره فلزی معلق با یک سیم یا نخ سبک تقریب زدند. اگر سیم به اندازه کافی سبک بود، مرکز نوسان نزدیک به مرکز ثقل توپ، در مرکز هندسی آن بود. این نوع آونگ «گوی و سیم» خیلی دقیق نبود، زیرا به عنوان یک جسم صلب نوسان نمی‌کرد و خاصیت ارتجاعی سیم باعث می‌شد طول آن با نوسان آونگ کمی تغییر کند.
با این حال، هویگنس همچنین ثابت کرده بود که در هر آونگی، نقطه محور و مرکز نوسان قابل تعویض هستند. یعنی اگر یک آونگ وارونه شود و از مرکز نوسان خود آویزان شود، همان دوره تناوب را در موقعیت قبلی خود خواهد داشت و نقطه محوری قدیمی مرکز نوسان جدید خواهد بود.
هنری کاتر، فیزیکدان و کاپیتان ارتش بریتانیا، در سال ۱۸۱۷ متوجه شد که می‌توان از اصل هویگنس برای یافتن طول یک آونگ ساده با دوره تناوب مشابه یک آونگ واقعی استفاده کرد. اگر آونگی با یک نقطه محوری قابل تنظیم دوم در نزدیکی پایین ساخته می‌شد تا بتوان آن را وارونه آویزان کرد و محور دوم طوری تنظیم می‌شد که دوره‌های زمانی که از هر دو محور آویزان می‌شدند یکسان باشند، محور دوم در مرکز نوسان خواهد بود و فاصله بین دو محور، طول L یک آونگ ساده با همان دوره تناوب خواهد بود.
کاتر یک آونگ برگشت‌پذیر (به شکل مراجعه کنید) متشکل از یک میله برنجی با دو محور مخالف ساخته شده از تیغه‌های چاقوی کوتاه مثلثی ('a') در نزدیکی هر انتها ساخت. می‌توان آن را از هر محوری چرخاند، در حالی که تیغه‌های چاقو روی صفحات عقیق قرار می‌گرفتند. او به جای اینکه یک محور را قابل تنظیم کند، محورها را به فاصله یک متر از هم وصل کرد و در عوض دوره‌ها را با یک وزنه متحرک روی میله آونگ تنظیم کرد ('b,c'). در عمل، آونگ در جلوی یک ساعت دقیق آویزان می‌شود و زمان تناوب اندازه‌گیری می‌شود، سپس وارونه می‌شود و دوباره زمان تناوب اندازه‌گیری می‌شود. وزن با پیچ تنظیم تنظیم می‌شود تا دوره‌ها برابر شوند. سپس قرار دادن این دوره و فاصله بین محورها در معادله (۱) شتاب گرانشی g را با دقت بسیار بالایی به دست می‌دهد.
کاتر نوسان آونگ خود را با استفاده از «روش همزمانی» زمان‌بندی کرد و فاصله بین دو محور را با میکرومتر اندازه گرفت. پس از اعمال اصلاحات برای دامنه محدود نوسان، شناوری گوی، فشار بارومتریک و ارتفاع و دما، او مقدار ۳۹٫۱۳۹۲۹ اینچ را برای آونگ ثانیه‌ای در لندن، در خلاء، در سطح دریا، در دمای ۶۲ درجه فارنهایت به دست آورد. بیشترین تغییر نسبت به میانگین ۱۲ مشاهده او ۰٫۰۰۰۲۸ اینچ بود. که نشان‌دهنده دقت اندازه‌گیری گرانش ۷×۱۰−۶ (۷ گال یا ۷۰ متر بر مجذور ثانیه) است. اندازه‌گیری کاتر از سال ۱۸۲۴ تا ۱۸۵۵ به عنوان استاندارد رسمی طول بریتانیا (به زیر مراجعه کنید) استفاده می‌شد.
آونگ‌های برگشت‌پذیر (که از نظر فنی به عنوان آونگ‌های «تبدیل‌پذیر» شناخته می‌شوند) که از اصل کاتر استفاده می‌کنند، برای اندازه‌گیری‌های مطلق گرانش تا دهه ۱۹۳۰ استفاده می‌شدند.

### گرانش‌سنج‌های آونگی بعدی
افزایش دقتی که توسط آونگ کاتر امکان‌پذیر شد، به تبدیل گرانی‌سنجی به یک بخش استاندارد زمین‌سنجی کمک کرد. از آنجایی که مکان دقیق (عرض و طول جغرافیایی) «ایستگاه» که اندازه‌گیری گرانش در آن انجام شده بود ضروری بود، اندازه‌گیری‌های گرانشی به بخشی از نقشه‌برداری تبدیل شد و آونگ‌ها در زمین‌سنجی‌های بزرگ قرن هجدهم، به ویژه نقشه‌برداری بزرگ مثلثاتی هند، مورد استفاده قرار گرفتند.

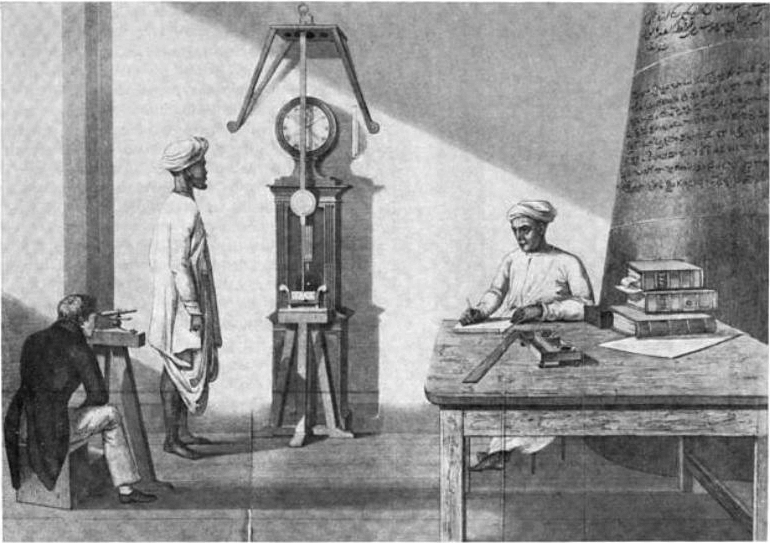
اندازه‌گیری گرانش با یک آونگ تغییرناپذیر، مدرس، هند، ۱۸۲۱

- آونگ‌های تغییرناپذیر: کاتر ایده اندازه‌گیری‌های گرانش «نسبی» را برای تکمیل اندازه‌گیری‌های «مطلق» انجام شده توسط آونگ کاتر معرفی کرد.[۱۰۹] مقایسه گرانش در دو نقطه مختلف، فرایندی آسان‌تر از اندازه‌گیری مطلق آن با روش کاتر بود. تمام چیزی که لازم بود این بود که دوره تناوب یک آونگ معمولی (تک‌محوری) را در نقطه اول اندازه‌گیری کنیم، سپس آونگ را به نقطه دیگر منتقل کنیم و دوره تناوب آن را در آنجا اندازه‌گیری کنیم. از آنجایی که طول آونگ ثابت بود، از (۱) نسبت شتاب‌های گرانشی برابر با معکوس نسبت مجذور دوره‌ها بود و هیچ اندازه‌گیری طول دقیقی لازم نبود؛ بنابراین هنگامی که گرانش در یک ایستگاه مرکزی، با استفاده از کاتر یا روش دقیق دیگر به‌طور مطلق اندازه‌گیری شد، می‌توان گرانش را در نقاط دیگر با نوسان دادن آونگ‌ها در ایستگاه مرکزی و سپس بردن آنها به مکان دیگر و زمان‌بندی نوسان آنها در آنجا پیدا کرد. کاتر مجموعه‌ای از آونگ‌های «تغییرناپذیر» را با تنها یک محور لبه چاقو ساخت که پس از اولین نوسان در یک ایستگاه مرکزی در رصدخانه کیو، بریتانیا، به بسیاری از کشورها برده شد.
- آزمایش‌های معدن زغال سنگ ایری: از سال ۱۸۲۶، با استفاده از روش‌هایی مشابه بوگر، ستاره‌شناس بریتانیایی جورج بیدل ایری تلاش کرد تا چگالی زمین را با اندازه‌گیری‌های گرانشی آونگ در بالا و پایین یک معدن زغال سنگ تعیین کند.[۱۱۰][۱۱۱] نیروی گرانشی در زیر سطح زمین به جای افزایش با عمق کاهش می‌یابد، زیرا طبق قانون گاوس برای گرانش، جرم پوسته کروی بالای نقطه زیرسطحی در گرانش نقشی ندارد. آزمایش سال ۱۸۲۶ به دلیل جاری شدن سیل در معدن متوقف شد، اما در سال ۱۸۵۴ او یک آزمایش بهبود یافته را در معدن زغال سنگ هارتون انجام داد، با استفاده از آونگ‌های ثانیه‌ای که روی صفحات عقیق نوسان می‌کردند و توسط کرونومترهای دقیقی که توسط یک مدار الکتریکی همگام شده بودند، زمان‌بندی می‌شد. او متوجه شد که آونگ پایینی ۲٫۲۴ ثانیه در روز کندتر است. این بدان معناست که شتاب گرانشی در پایین معدن، ۱۲۵۰ فوت زیر سطح، ۱/۱۴۰۰۰ کمتر از آن چیزی بود که باید طبق قانون مربع معکوس باشد؛ یعنی جاذبه پوسته کروی ۱/۱۴۰۰۰ جاذبه زمین بود. از نمونه‌های سنگ سطحی، جرم پوسته کروی پوسته را تخمین زد و از این رو تخمین زد که چگالی زمین ۶٫۵۶۵ برابر چگالی آب است. فون استرنک در سال ۱۸۸۲ سعی کرد این آزمایش را تکرار کند اما نتایج متناقضی پیدا کرد.

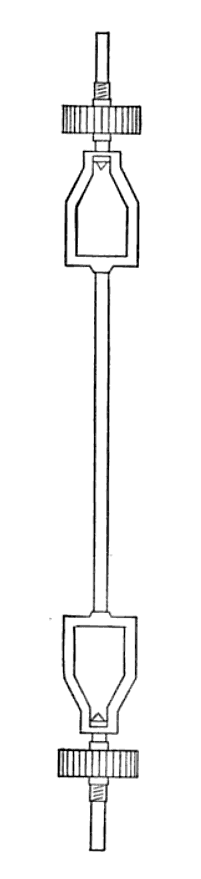
آونگ رپسولد، ۱۸۶۴

- آونگ رپسولد-بسل: نوسان مکرر آونگ کاتر و تنظیم وزنه‌ها تا زمانی که دوره‌ها برابر شوند، زمان‌بر و مستعد خطا بود. فریدریش بسل (Bessel) در سال ۱۸۳۵ نشان داد که این کار غیرضروری است.[۱۱۲] تا زمانی که دوره‌ها به هم نزدیک باشند، گرانش را می‌توان از دو دوره و مرکز ثقل آونگ محاسبه کرد.[۱۱۳] بنابراین، آونگ برگشت‌پذیر نیازی به قابل تنظیم بودن نداشت، می‌توانست فقط یک میله با دو محور باشد. بسل همچنین نشان داد که اگر آونگ از نظر شکل نسبت به مرکز خود متقارن باشد، اما در یک انتها به صورت داخلی وزن شود، خطاهای ناشی از نیروی پسای هوا از بین می‌رود. علاوه بر این، اگر لبه‌های چاقویی بین اندازه‌گیری‌ها تعویض شوند، می‌توان خطای دیگری را که به دلیل قطر محدود لبه‌های چاقو ایجاد می‌شود، حذف کرد. بسل چنین آونگی نساخت، اما در سال ۱۸۶۴، آدولف رپسولد (Repsold)، تحت قرارداد کمیسیون ژئودتیک سوئیس، آونگی در امتداد این خطوط ساخت. آونگ رپسولد حدود ۵۶ سانتی‌متر طول داشت و دوره تناوب آن حدود ¾ ثانیه بود. این دستگاه به‌طور گسترده توسط آژانس‌های ژئودتیک اروپایی و با آونگ کاتر در بررسی هند مورد استفاده قرار گرفت. آونگ‌های مشابه از این نوع توسط چارلز پیرس و سی. دِفورج طراحی شدند.

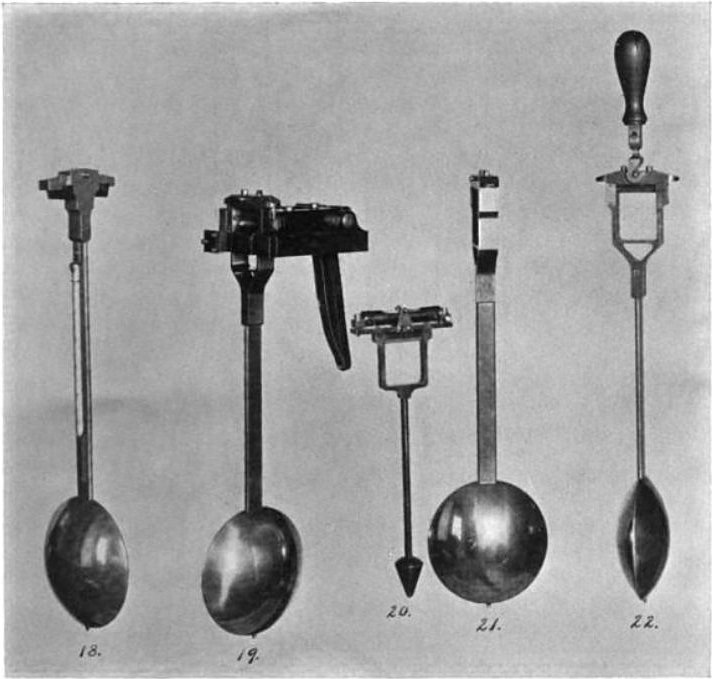
آونگ‌های مورد استفاده در گرانش‌سنج مندن‌هال، ۱۸۹۰

- گرانش‌سنج‌های فون اشترنک و مِندِن‌هال: در سال ۱۸۸۷، دانشمند اتریشی-مجارستانی، رابرت فون اشترنک (Von Sterneck)، یک آونگ گرانش‌سنج کوچک را که در یک مخزن خلاء با دمای کنترل‌شده نصب شده بود، برای از بین بردن اثرات دما و فشار هوا توسعه داد. او از یک «آونگ نیم ثانیه‌ای» با دوره تناوب نزدیک به یک ثانیه، حدود ۲۵ سانتی‌متر طول، استفاده کرد. آونگ برگشت‌پذیر نبود، بنابراین از این ابزار برای اندازه‌گیری‌های گرانش نسبی استفاده می‌شد، اما اندازه کوچک آنها باعث می‌شد که کوچک و قابل حمل باشند. دوره تناوب آونگ با انعکاس تصویر یک جرقه الکتریکی ایجاد شده توسط یک کرونومتر دقیق از روی آینه‌ای که در بالای میله آونگ نصب شده بود، مشخص شد. ابزار فون اشترنک و یک ابزار مشابه که توسط توماس سی. مندنهال (Mendenhall) از سازمان نقشه‌برداری ساحلی و ژئودتیک ایالات متحده در سال ۱۸۹۰ توسعه یافت،[۱۱۴] به‌طور گسترده برای بررسی‌ها تا دهه ۱۹۲۰ استفاده می‌شد.

آونگ مندنهال در واقع یک زمان‌سنج دقیق‌تر از دقیق‌ترین ساعت‌های آن زمان بود و به عنوان «بهترین ساعت جهان» توسط آلبرت آبراهام مایکلسون در اندازه‌گیری‌های سال ۱۹۲۴ سرعت نور در کوه ویلسون، کالیفرنیا استفاده شد.
- گرانش‌سنج‌های آونگ دوگانه: از سال ۱۸۷۵، افزایش دقت اندازه‌گیری‌های آونگ، منبع دیگری از خطا را در ابزارهای موجود آشکار کرد: نوسان آونگ باعث تاب خوردن جزئی پایه سه‌پایه مورد استفاده برای حمایت از آونگ‌های قابل حمل می‌شد و باعث ایجاد خطا می‌شد. در سال ۱۸۷۵، چارلز اس. پیرس محاسبه کرد که اندازه‌گیری طول آونگ ثانیه‌ای که با ابزار Repsold انجام می‌شود، به دلیل این خطا نیاز به تصحیح ۰٫۲ میلی‌متری دارد.[۱۱۵] در سال ۱۸۸۰، C. Defforges از یک تداخل‌سنج مایکلسون برای اندازه‌گیری نوسان پایه به صورت پویا استفاده کرد و تداخل‌سنج‌ها به دستگاه استاندارد مندن‌هال اضافه شدند تا اصلاحات نوسان را محاسبه کنند.[۱۱۶] روشی برای جلوگیری از این خطا برای اولین بار در سال ۱۸۷۷ توسط هروه فای پیشنهاد شد و توسط پیرس، سلریر و فورتوانگلر حمایت شد: دو آونگ یکسان را روی یک تکیه‌گاه نصب کنید که با دامنه یکسان، ۱۸۰ درجه خارج از فاز، نوسان کنند. حرکت مخالف آونگ‌ها هر نیروی جانبی روی تکیه‌گاه را خنثی می‌کند. این ایده به دلیل پیچیدگی‌اش با مخالفت روبرو شد، اما در آغاز قرن بیستم، دستگاه فون اشترنک و سایر ابزارها برای نوسان همزمان چندین آونگ اصلاح شدند.

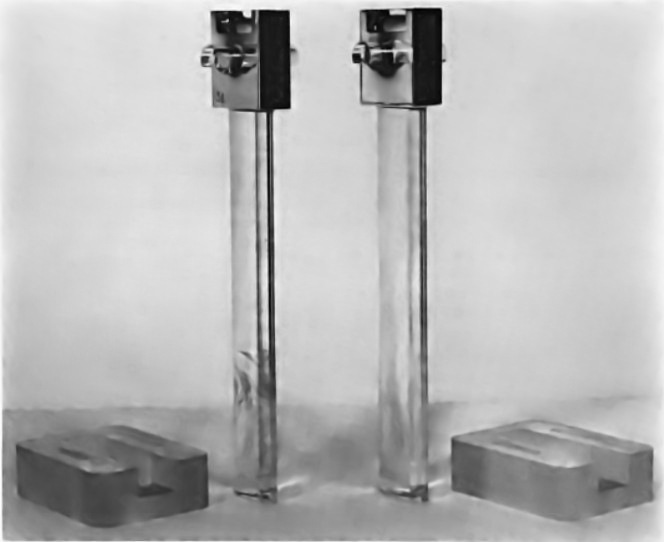
آونگ‌های کوارتز مورد استفاده در گرانش‌سنج خلیج، ۱۹۲۹

- **گرانش‌سنج خلیج:** یکی از آخرین و دقیق‌ترین گرانش‌سنج‌های آونگی، دستگاهی بود که در سال ۱۹۲۹ توسط شرکت تحقیق و توسعه خلیج (Gulf Research and Development Co) توسعه یافت.[۱۱۷][۱۱۸] این دستگاه از دو آونگ ساخته شده از شیشه سیلیسی استفاده می‌کرد که هر کدام به طول ۱۰٫۷ اینچ (۲۷۱٫۷۸ میلی‌متر) با دوره تناوب ۰٫۸۹ ثانیه، در حال نوسان روی محورهای لبه چاقویی پیرکس، با اختلاف فاز ۱۸۰ درجه بودند. آنها در یک محفظه خلاء با کنترل دائمی دما و رطوبت نصب شدند. قبل از استفاده، بارهای الکترواستاتیک سرگردان روی آونگ‌های کوارتز باید با قرار دادن آنها در معرض یک نمک رادیواکتیو تخلیه می‌شدند. این دوره با انعکاس پرتو نور از یک آینه در بالای آونگ شناسایی شد، توسط یک ضبط کننده نمودار ثبت شد و با یک نوسان‌ساز کریستالی دقیق کالیبره شده در برابر سیگنال زمان رادیویی دبلیو دبلیو وی (ایستگاه رادیویی) مقایسه شد. این ابزار با دقت (۰٫۳–۰٫۵)×۱۰−۷ (۳۰–۵۰ گال (یکا) یا ۳–۵ نانومتر بر ثانیه²) بود.[۱۱۷] تا دهه ۱۹۶۰ مورد استفاده قرار گرفت.

گرانش‌سنج‌های آونگی نسبی با گرانش‌سنج فنری ساده‌تر LaCoste با طول صفر جایگزین شدند که در سال ۱۹۳۴ توسط لوسین لاکوسته اختراع شد. گرانش‌سنج‌های آونگی مطلق (برگشت‌پذیر) در دهه ۱۹۵۰ با گرانش‌سنج‌های سقوط آزاد جایگزین شدند که در آن یک وزنه اجازه داده می‌شود در یک مخزن خلاء سقوط کند و شتاب آن توسط یک تداخل‌سنجی نوری اندازه‌گیری می‌شود.

## استاندارد طول
از آنجایی که گرانش زمین در یک نقطه معین روی زمین ثابت است، دوره تناوب یک آونگ ساده در یک مکان معین فقط به طول آن بستگی دارد. علاوه بر این، گرانش تنها در مکان‌های مختلف کمی متفاوت است. تقریباً از زمان کشف آونگ تا اوایل قرن نوزدهم، این ویژگی باعث شد که دانشمندان پیشنهاد کنند از یک آونگ با بسامد معین به عنوان یک یکای طول استفاده شود.
تا قرن نوزدهم، کشورها سیستم‌های اندازه‌گیری طول خود را بر اساس نمونه‌های اولیه، استانداردهای اولیه میله‌های فلزی، مانند یارد استاندارد در بریتانیا که در مجلس پارلمان نگهداری می‌شد، و «toise» استاندارد در فرانسه که در پاریس نگهداری می‌شد، قرار می‌دادند. اینها در طول سال‌ها در برابر آسیب یا تخریب آسیب‌پذیر بودند و به دلیل دشواری مقایسه نمونه‌های اولیه، واحدهای مشابه اغلب در شهرهای دور، طول‌های متفاوتی داشتند و فرصت‌هایی برای تقلب ایجاد می‌کردند. در طول عصر روشنگری، دانشمندان از یک استاندارد طول دفاع کردند که مبتنی بر برخی از ویژگی‌های طبیعت باشد که می‌توان آن را با اندازه‌گیری تعیین کرد، و یک استاندارد جهانی و غیرقابل تخریب ایجاد کرد. دوره تناوب آونگ‌ها را می‌توان با زمان‌بندی آنها با ساعت‌هایی که توسط ستارگان تنظیم می‌شدند، بسیار دقیق اندازه‌گیری کرد. یک استاندارد آونگ معادل تعریف واحد طول بر حسب نیروی گرانشی زمین، برای همه اهداف ثابت، و ثانیه بود که توسط حرکت وضعی زمین نیز ثابت تعریف می‌شد. ایده این بود که هر کسی، در هر کجای زمین، می‌تواند با ساختن آونگی که با دوره تعریف شده نوسان می‌کند و اندازه‌گیری طول آن، استاندارد را بازسازی کند.
تقریباً تمام پیشنهادها مبتنی بر آونگ ثانیه‌ای بود، که در آن هر نوسان (یک نیم بسامد) یک ثانیه طول می‌کشد، که حدود یک متر (۳۹ اینچ) طول دارد، زیرا تا اواخر قرن هفدهم به استانداردی برای اندازه‌گیری گرانش تبدیل شده بود (به بخش قبل مراجعه کنید). تا قرن هجدهم، طول آن با دقت زیر میلی‌متر در تعدادی از شهرهای اروپا و سراسر جهان اندازه‌گیری شده بود.
جذابیت اولیه استاندارد طول آونگ این بود که (توسط دانشمندان اولیه مانند هویگنس و رن) اعتقاد بر این بود که گرانش بر روی سطح زمین ثابت است، بنابراین یک آونگ معین در هر نقطه از زمین دوره تناوب یکسانی دارد. بنابراین طول آونگ استاندارد را می‌توان در هر مکانی اندازه‌گیری کرد و به هیچ کشور یا منطقه خاصی وابسته نبود. این یک استاندارد واقعاً دموکراتیک در سراسر جهان خواهد بود. اگرچه ریشر در سال ۱۶۷۲ دریافت که گرانش در نقاط مختلف جهان متفاوت است، ایده استاندارد طول آونگ همچنان محبوب بود، زیرا مشخص شد که گرانش فقط با عرض جغرافیایی تغییر می‌کند. شتاب گرانشی به دلیل کره‌وار بودن شکل زمین، از استوا تا قطب جغرافیایی به آرامی افزایش می‌یابد، بنابراین در هر عرض جغرافیایی معین (خط شرقی-غربی)، گرانش به اندازه کافی ثابت بود که طول آونگ ثانیه‌ای در محدوده قابلیت اندازه‌گیری قرن هجدهم یکسان بود؛ بنابراین، واحد طول را می‌توان در یک عرض جغرافیایی معین تعریف کرد و در هر نقطه‌ای در امتداد آن عرض جغرافیایی اندازه‌گیری کرد. به عنوان مثال، یک استاندارد آونگ که در ۴۵ درجه عرض شمالی تعریف شده است، یک انتخاب محبوب، می‌تواند در بخش‌هایی از فرانسه، ایتالیا، کرواسی، صربستان، رومانی، روسیه، قزاقستان، چین، مغولستان، ایالات متحده و کانادا اندازه‌گیری شود. علاوه بر این، می‌توان آن را در هر مکانی که شتاب گرانشی به‌طور دقیق اندازه‌گیری شده باشد، بازسازی کرد.
در اواسط قرن نوزدهم، اندازه‌گیری‌های دقیق‌تر آونگ توسط ادوارد سابین و توماس یانگ نشان داد که گرانش و در نتیجه طول هر استاندارد آونگی، با ویژگی‌های زمین‌شناسی محلی مانند کوه‌ها و سنگ‌های متراکم زیرسطحی به‌طور قابل اندازه‌گیری تغییر می‌کند. بنابراین استاندارد طول آونگ باید در یک نقطه واحد روی زمین تعریف می‌شد و فقط می‌توانست در آنجا اندازه‌گیری شود. این بخش بزرگی از جذابیت این مفهوم را از بین برد و تلاش‌ها برای اتخاذ استانداردهای آونگ کنار گذاشته شد.

### پیشنهادهای اولیه
یکی از اولین کسانی که پیشنهاد کرد طول را با یک آونگ تعریف کنند، دانشمند فلاندری، آیزاک بکمان بود که در سال ۱۶۳۱ پیشنهاد کرد که آونگ ثانیه‌ای را به عنوان «معیار تغییرناپذیر برای همه مردم در همه زمان‌ها و همه مکان‌ها» تبدیل کنیم. مارین مرسن، که برای اولین بار آونگ ثانیه‌ای را در سال ۱۶۴۴ اندازه‌گیری کرد، نیز این موضوع را پیشنهاد کرد. اولین پیشنهاد رسمی برای یک استاندارد آونگی در سال ۱۶۶۰ توسط انجمن سلطنتی بریتانیا ارائه شد که توسط کریستیان هویگنس و اوله رومر، بر اساس کار مرسن، حمایت شد، و هویگنس در کتاب ساعت آونگی یک «پای ساعتی» (horary foot) را پیشنهاد کرد که به عنوان ۱/۳ آونگ ثانیه‌ای تعریف می‌شود. کریستوفر رن یکی دیگر از حامیان اولیه بود. ایده استاندارد طول آونگ باید برای مردم در اوایل سال ۱۶۶۳ آشنا بوده باشد، زیرا ساموئل باتلر در هودیبرس آن را هجو می‌کند.
در سال ۱۶۷۱ ژان پیکارد یک «پای جهانی» (universal foot) تعریف‌شده با آونگ را در «Mesure de la Terre» تأثیرگذار خود پیشنهاد کرد. گابریل موتون در حدود سال ۱۶۷۰ پیشنهاد کرد که toise را یا با یک آونگ ثانیه‌ای یا یک دقیقه از درجه زمینی تعریف کند. طرحی برای یک سامانهٔ کامل از واحدهای مبتنی بر آونگ در سال ۱۶۷۵ توسط تیتو لیویو بوراتینی، دانشمند ایتالیایی، ارائه شد. در فرانسه در سال ۱۷۴۷، جغرافیدان چارلز مری د لا کانداماین پیشنهاد کرد که طول را با یک آونگ ثانیه‌ای در استوا تعریف کنیم. از آنجایی که در این مکان نوسان آونگ توسط چرخش زمین تحریف نمی‌شود. جیمز استوارت (۱۷۸۰) و جرج اسکین کیث نیز از این ایده حمایت کردند.
در پایان قرن هجدهم، زمانی که بسیاری از کشورها در حال اصلاح یکاهای خود بودند، آونگ ثانیه‌ای انتخاب اصلی برای تعریف جدید طول بود که توسط دانشمندان برجسته در چندین کشور مهم حمایت می‌شد. در سال ۱۷۹۰، توماس جفرسون، وزیر امور خارجه وقت ایالات متحده، یک «سیستم متریک» جامع اعشاری ایالات متحده را بر اساس آونگ ثانیه‌ای در عرض جغرافیایی ۳۸ درجه شمالی، میانگین عرض جغرافیایی ایالات متحده، به کنگره پیشنهاد کرد. هیچ اقدامی در مورد این پیشنهاد انجام نشد. در بریتانیا، سیاستمدار جان ریگز میلر حامی اصلی آونگ بود. هنگامی که تلاش‌های او برای ترویج یک سیستم متریک مشترک بریتانیا، فرانسه و آمریکا در سال ۱۷۹۰ شکست خورد، او یک سیستم بریتانیایی را بر اساس طول آونگ ثانیه‌ای در لندن پیشنهاد کرد. این استاندارد در سال ۱۸۲۴ (در زیر) اتخاذ شد.

### متر
در بحث‌هایی که منجر به اتخاذ دستگاه متریک در فرانسه در سال ۱۷۹۱ شد، نامزد اصلی برای تعریف واحد جدید طول، متر، آونگ ثانیه‌ای در ۴۵ درجه عرض جغرافیایی شمالی بود. این توسط گروهی به رهبری سیاستمدار فرانسوی شارل موریس دو تالیران-پریگور و ریاضیدان مارکی دو کندورسه حمایت شد. این یکی از سه گزینه نهایی بود که توسط کمیته فرهنگستان علوم فرانسه در نظر گرفته شد. با این حال، در ۱۹ مارس ۱۷۹۱، کمیته تصمیم گرفت که متر را بر اساس طول نصف‌النهار که از پاریس می‌گذرد، قرار دهد. تعریف آونگ به دلیل متغیر بودن آن در مکان‌های مختلف و به دلیل اینکه طول را با یک واحد زمان تعریف می‌کرد، رد شد. (با این حال، از سال ۱۹۸۳، متر رسماً بر اساس طول ثانیه و سرعت نور تعریف شده است) یک دلیل احتمالی اضافی این است که آکادمی رادیکال فرانسه نمی‌خواست سیستم جدید خود را بر اساس ثانیه، یک واحد سنتی و غیر اعشاری از رژیم پیشین، قرار دهد.
اگرچه با آونگ تعریف نشده است، طول نهایی انتخاب شده برای متر، ۱۰⁻⁷ قوس نصف النهار قطب تا استوا، بسیار نزدیک به طول آونگ ثانیه (۰٫۹۹۳۷ متر) بود، با اختلاف ۰٫۶۳٪. اگرچه در آن زمان هیچ دلیلی برای این انتخاب خاص ارائه نشده بود، اما احتمالاً برای تسهیل استفاده از آونگ ثانیه به عنوان یک استاندارد ثانویه بود، همان‌طور که در سند رسمی پیشنهاد شده بود؛ بنابراین واحد طول استاندارد دنیای مدرن قطعاً از نظر تاریخی با آونگ ثانیه ارتباط تنگاتنگی دارد.

### بریتانیا و دانمارک
به نظر می‌رسد بریتانیا و دانمارک تنها کشورهایی هستند که (برای مدت کوتاهی) واحدهای طول خود را بر اساس آونگ قرار دادند. در سال ۱۸۲۱ اینچ دانمارکی به عنوان ۱/۳۸ طول آونگ ثانیه‌ای خورشیدی متوسط در ۴۵ درجه عرض جغرافیایی در نصف النهار اسکاگن، در سطح دریا، در خلاء تعریف شد. پارلمان بریتانیا در سال ۱۸۲۴ «قانون امپراتوری اوزان و معیارها» را تصویب کرد، اصلاحی در سیستم استاندارد بریتانیا که اعلام کرد که اگر نمونه اولیه استاندارد یارد نابود شود، با تعریف اینچ به گونه‌ای که طول آونگ ثانیه‌ای خورشیدی در لندن، در سطح دریای آزاد، در خلاء، در ۶۲ درجه فارنهایت ۳۹٫۱۳۹۳ اینچ باشد، بازیابی می‌شود. این همچنین به استاندارد ایالات متحده تبدیل شد، زیرا در آن زمان ایالات متحده از معیارهای بریتانیا استفاده می‌کرد. با این حال، زمانی که نمونه اولیه یارد در آتش‌سوزی ۱۸۳۴ پارلمان از بین رفت، بازسازی دقیق آن از تعریف آونگ غیرممکن بود و در سال ۱۸۵۵ بریتانیا استاندارد آونگ را لغو کرد و به استانداردهای نمونه اولیه بازگشت.

## سایر کاربردها

### لرزه‌سنج‌ها
آونگی که میله آن عمودی نیست اما تقریباً افقی است در لرزه‌سنج‌های اولیه برای اندازه‌گیری لرزش‌های زمین استفاده می‌شد. گوی آونگ وقتی که پایه آن حرکت می‌کند، حرکت نمی‌کند و تفاوت حرکات روی یک نمودار استوانه‌ای ثبت می‌شود.

### تنظیم شولر
همان‌طور که اولین بار توسط ماکسیمیلیان شولر در مقاله‌ای در سال ۱۹۲۳ توضیح داده شد، آونگی که دوره آن دقیقاً برابر با دوره مداری یک ماهواره فرضی است که درست بالای سطح زمین در حال چرخش است (حدود ۸۴ دقیقه) تمایل دارد که به سمت مرکز زمین باشد، زمانی که تکیه‌گاه آن ناگهان جابجا می‌شود. این اصل که تنظیم شولر نامیده می‌شود، در سامانه ناوبری ماندی کشتی‌ها و هواپیماهایی که در سطح زمین کار می‌کنند، استفاده می‌شود. هیچ آونگ فیزیکی استفاده نمی‌شود، اما سامانه کنترل که سکوی ماندی حاوی ژیروسکوپ‌ها را ثابت نگه می‌دارد، اصلاح می‌شود تا دستگاه طوری عمل کند که گویی به چنین آونگی متصل است و سکو را همیشه رو به پایین نگه می‌دارد. در حالی که وسیله نقلیه بر روی سطح منحنی زمین حرکت می‌کند.

### آونگ‌های کوپل‌شده

دو آونگ با دوره یکسان که با آویزان کردن آنها از یک رشته تکیه‌گاهی مشترک کوپل شده‌اند. نوسان بین این دو متناوب است.

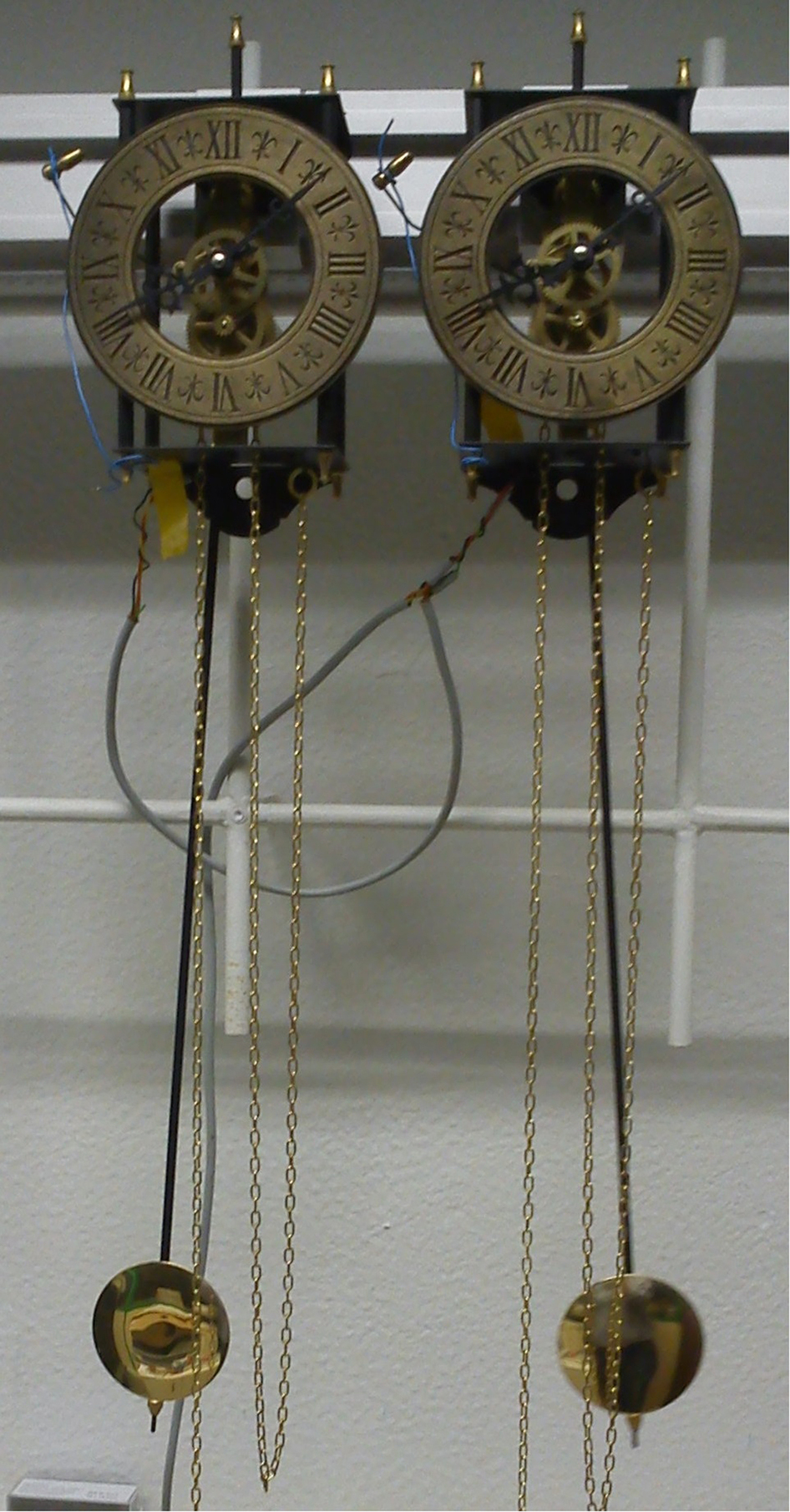
تکرار آزمایش هویگنس که همگام‌سازی دو ساعت را نشان می‌دهد

در سال ۱۶۶۵، هویگنس مشاهده عجیبی در مورد ساعت‌های پاندولی انجام داد. دو ساعت روی طاقچه او قرار داده شده بودند و او متوجه شد که آنها یک حرکت مخالف پیدا کرده‌اند؛ یعنی آونگ‌های آنها به صورت هماهنگ اما در جهت مخالف می‌زدند؛ ۱۸۰ درجه اختلاف فاز. صرف نظر از اینکه این دو ساعت چگونه شروع به کار کردند، او متوجه شد که در نهایت به این حالت بازمی‌گردند، بنابراین اولین مشاهده ثبت شده از یک نوسان را انجام دادند.
علت این رفتار این بود که دو آونگ از طریق حرکات جزئی طاقچه نگهدارنده بر یکدیگر تأثیر می‌گذاشتند. این فرایند در فیزیک هم‌رسانی یا قفل مدی نامیده می‌شود و در سایر نوسانگرهای جفت‌شده مشاهده می‌شود. آونگ‌های همگام شده در ساعت‌ها استفاده شده‌اند و در اوایل قرن بیستم به‌طور گسترده در گرانی‌سنجی استفاده می‌شدند. اگرچه هویگنس تنها سنکرون‌سازی خارج از فاز را مشاهده کرد، تحقیقات اخیر وجود همگام‌سازی هم‌فاز و همچنین حالت‌های «مرگ» را نشان داده‌اند که در آن یک یا هر دو ساعت متوقف می‌شوند.

### در آیین‌های مذهبی
حرکت آونگی در مراسم مذهبی نیز دیده می‌شود. عودسوز متحرک به نام مجمره نمونه‌ای از آونگ است. آونگ‌ها همچنین در بسیاری از گردهمایی‌ها در شرق مکزیک دیده می‌شوند، جایی که آنها چرخش جزر و مد را در روزی که جزر و مد در بالاترین نقطه خود هستند، مشخص می‌کنند. همچنین به آونگ برای فال و رقه مراجعه کنید.

### آموزش
آونگ‌ها به عنوان نمونه‌ای از نوسانگر هماهنگ، برای آموزش مکانیک کلاسیک و نوسان، به‌طور گسترده در آموزش علوم استفاده می‌شوند. یک کاربرد آن نشان دادن قانون پایستگی انرژی است. یک جسم سنگین مانند یک توپ بولینگ یا گوی تخریب به یک رشته متصل می‌شود. سپس وزنه تا چند اینچی صورت داوطلب حرکت داده می‌شود، سپس رها می‌شود و اجازه داده می‌شود تا نوسان کند و برگردد. در بیشتر موارد، وزنه جهت را معکوس می‌کند و سپس به (تقریباً) همان موقعیت محل رها شدن اصلی بازمی‌گردد - یعنی فاصله کمی از صورت داوطلب - بنابراین داوطلب آسیبی نمی‌بیند. گاهی اوقات داوطلب در صورتی که یا داوطلب بی حرکت نایستد یا آونگ در ابتدا با یک هل رها شود (به‌طوری که وقتی برمی‌گردد از موقعیت رهاسازی فراتر رود)، آسیب می‌بیند.

### وسیله شکنجه
ادعا می‌شود که آونگ در قرن هجدهم توسط تفتیش عقاید اسپانیایی به عنوان ابزاری برای شکنجه و اعدام استفاده می‌شده است. این ادعا در کتاب ۱۸۲۶ «تاریخ تفتیش عقاید اسپانیا» توسط کشیش، مورخ و فعال لیبرالیسم کلاسیک اسپانیایی، خوان آنتونیو لورنته، آمده است. یک آونگ در حال نوسان که لبه آن یک تیغه چاقو است به آرامی به سمت زندانی بسته شده پایین می‌آید تا اینکه بدن او را می‌برد. این روش شکنجه از طریق داستان کوتاه ۱۸۴۲ «مغاک و آونگ» اثر نویسنده آمریکایی ادگار آلن پو به آگاهی عمومی رسید اما شک و تردید قابل توجهی وجود دارد که آیا واقعاً از آن استفاده شده است یا خیر.
بیشتر منابع آگاه نسبت به اینکه این شکنجه واقعاً مورد استفاده قرار گرفته باشد، تردید دارند. تنها مدرک استفاده از آن، یک پاراگراف در مقدمه «تاریخ» لورنته در سال ۱۸۲۶ است، که به روایتی دست دوم از یک زندانی آزاد شده از سیاهچال مادرید تفتیش عقاید در سال ۱۸۲۰ اشاره می‌کند که ظاهراً روش شکنجه آونگی را توصیف کرده است. منابع مدرن اشاره می‌کنند که به دلیل هشدار عیسی علیه خونریزی، بازپرس‌ها فقط مجاز به استفاده از روش‌های شکنجه‌ای بودند که باعث خونریزی نمی‌شد و روش آونگ این محدودیت را نقض می‌کرد. یک نظریه این است که لورنته روایتی را که شنیده بود اشتباه متوجه شده است. زندانی در واقع به شکنجه رایج دیگری از تفتیش عقاید، یعنی «مچ‌کشی» (garrucha)، اشاره می‌کرد که در آن دستان زندانی از پشت بسته می‌شود و با طنابی که به دستانش بسته شده از زمین بلند می‌شود. این روش به «آونگ» نیز معروف بود. داستان ترسناک محبوب پو و آگاهی عمومی از سایر روش‌های وحشیانه تفتیش عقاید، اسطوره این روش شکنجه استادانه را زنده نگه داشته است.

### موج آونگی

پویانمایی اس‌وی‌جی از یک موج آونگی

موج آونگی یک نمایش فیزیک و هنر جنبشی است که شامل چندین آونگ جفت نشده با طول‌های مختلف است. وقتی آونگ‌ها نوسان می‌کنند، به نظر می‌رسد که امواج متحرک و ایستاده، ضربان و حرکت تصادفی ایجاد می‌کنند.

## مطالعه بیشتر
- G. L. Baker and J. A. Blackburn (2009). The Pendulum: A Case Study in Physics (Oxford University Press).
- M. Gitterman (2010). The Chaotic Pendulum (World Scientific).
- Michael R. Matthews, Arthur Stinner, Colin F. Gauld (2005) The Pendulum: Scientific, Historical, Philosophical and Educational Perspectives, Springer
- Matthews, Michael R.; Gauld, Colin; Stinner, Arthur (2005). "The Pendulum: Its Place in Science, Culture and Pedagogy". Science & Education. 13 (4/5): 261–277. Bibcode:2004Sc&Ed..13..261M. doi:10.1023/b:sced.0000041867.60452.18. S2CID 195221704.
- Schlomo Silbermann,(2014) "Pendulum Fundamental; The Path Of Nowhere" (Book)
- Matthys, Robert J. (2004). Accurate Pendulum Clocks. UK: Oxford Univ. Press. ISBN 978-0-19-852971-2.
- Nelson, Robert; M. G. Olsson (February 1986). "The pendulum – Rich physics from a simple system". American Journal of Physics. 54 (2): 112–121. Bibcode:1986AmJPh..54..112N. doi:10.1119/1.14703. S2CID 121907349.
- L. P. Pook (2011). Understanding Pendulums: A Brief Introduction (Springer).